# Zagreb

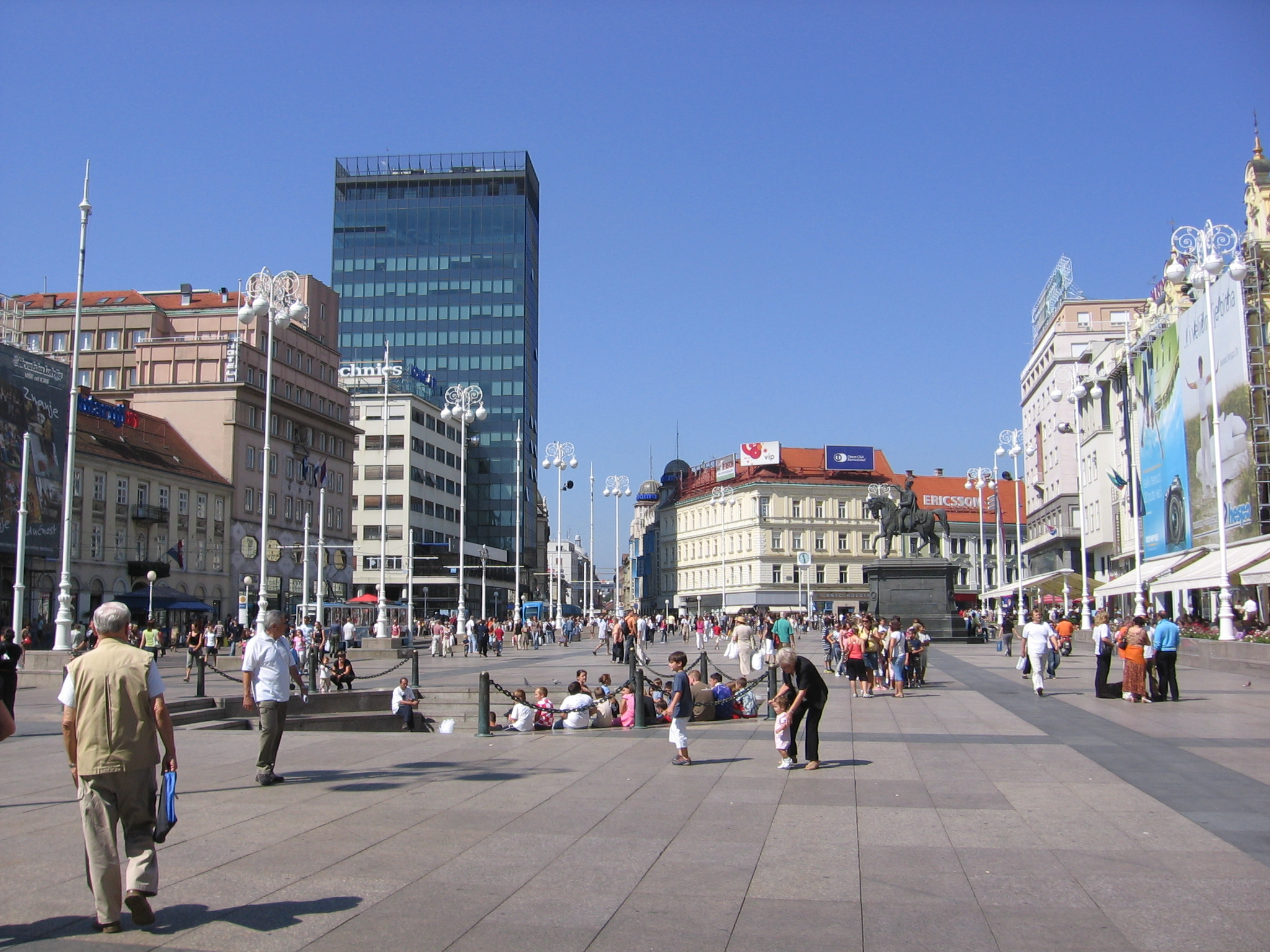
Der Ban-Jelačić-Platz, ein beliebter Treffpunkt der Zagreber

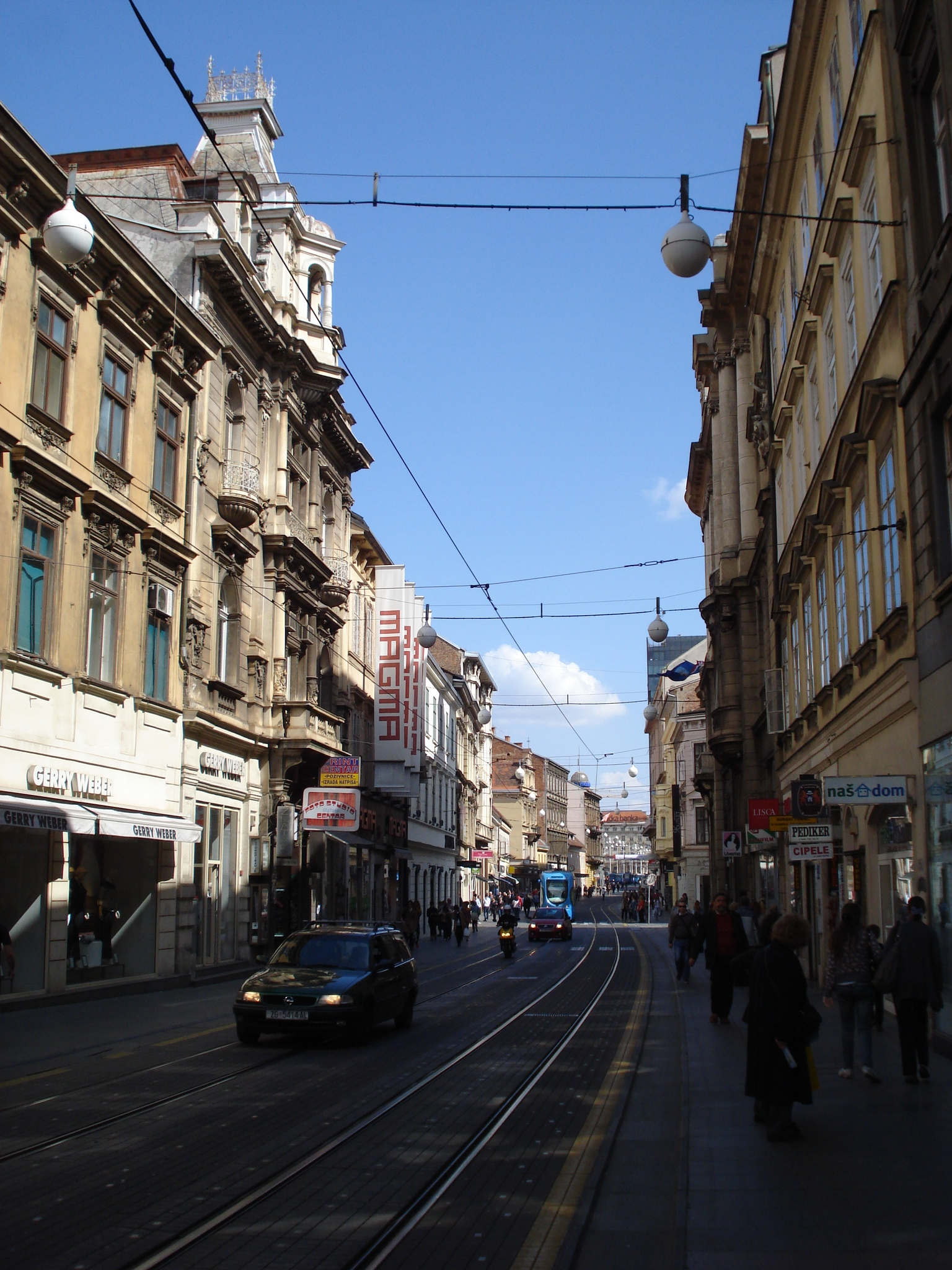
Ilica, die längste Straße Kroatiens

Zagreb [ˈzaːgrɛb] (deutsch veraltet Agram; ungarisch Zágráb) ist die Hauptstadt und die größte Stadt Kroatiens. Die Stadt Zagreb selbst hat auch die Funktionen einer Gespanschaft. Die nähere Umgebung der Stadt bildet getrennt von dieser die Gespanschaft Zagreb, deren Verwaltungssitz auch die Stadt Zagreb ist. In Zagreb residieren ein katholischer Erzbischof (Erzbistum Zagreb), die Kroatische Akademie der Wissenschaften und Künste sowie wichtige Verwaltungs- und Militärbehörden. Als Handels- und Finanzzentrum hat die Stadt nationale Bedeutung.

## Name der Stadt
Der Name Zagreb kommt vermutlich von zagrabiti „(Wasser) schöpfen“. Anderen Quellen zufolge bedeutet Zagreb „hinter dem Berge“ (kroatisch za bregom) oder „hinter dem Damm“ (za grebom).

## Bevölkerung
Nach der Volkszählung von 2011 lebten 790.017 Menschen in der Stadt. Im Umland, in dem sich Vororte und nahegelegene kleinere Städte wie Dugo Selo, Samobor, Velika Gorica oder Jastrebarsko befinden, lebten 317.606 Menschen.
93,14 % von ihnen waren Kroaten, 2,22 % Serben, 1,03 % Bosniaken und 2,31 % zählten zu einer anderen Minderheit, darunter Ungarn, Slowenen, Tschechen und Ukrainer.
Ca. 87 % der Zagreber waren 2011 bekennende Katholiken, 2 % orthodoxe Christen, 1 % Muslime, 4 % Atheisten und 4 % Agnostiker. 2 % nannten eine andere Religionsgemeinschaft.
| Jahr | Fläche   | Bevölkerung (nach jeweiliger Gliederung) | Bevölkerung (nach heutiger Gliederung) | Anmerkung                                 |
| ---- | -------- | ---------------------------------------- | -------------------------------------- | ----------------------------------------- |
| 1368 |          | 002.810                                  |                                        | lt. Haushaltszählung                      |
| 1742 |          | 005.600                                  |                                        | lt. Haushaltszählung                      |
| 1805 |          | 007.706                                  |                                        | Volkszählung ohne Priesterschaft und Adel |
| 1850 |          | 016.036                                  |                                        |                                           |
| 1857 |          | 016.657                                  | 048.266                                |                                           |
| 1869 |          | 019.857                                  | 054.761                                |                                           |
| 1880 |          | 030.830                                  | 067.188                                |                                           |
| 1890 | 0.003,33 | 040.268                                  | 082.848                                |                                           |
| 1900 | 0.064,37 | 061.002                                  | 111.565                                |                                           |
| 1910 | 0.064,37 | 079.038                                  | 136.351                                |                                           |
| 1921 | 0.064,37 | 108.674                                  | 167.765                                |                                           |
| 1931 | 0.064,37 | 185.581                                  | 258.024                                |                                           |
| 1948 | 0.074,99 | 279.623                                  | 356.529                                |                                           |
| 1953 | 0.235,74 | 350.829                                  | 393.919                                |                                           |
| 1961 | 0.495,60 | 430.802                                  | 478.076                                |                                           |
| 1971 | 0.497,95 | 602.205                                  | 629.896                                |                                           |
| 1981 | 1.261,54 | 768.700                                  | 723.065                                |                                           |
| 1991 | 1.715,55 | 933.914                                  | 777.826                                |                                           |
| 2001 | 0.641,36 | 779.145                                  | 779.145                                |                                           |
| 2011 | 0.641,36 | 790.017                                  | 790.017                                |                                           |

Anmerkungen
1. ↑  Die Angaben beziehen sich auf die zur Zeit der Zählung gültige Verwaltungsgliederung und das zur jeweiligen Zeit als „Stadt Zagreb“ definierte Territorium.
2. ↑  Die Angaben beziehen sich auf die aktuelle Verwaltungsgliederung (Gesetzestext veröffentlicht in Narodne Novine Nr. 10 vom 30. Januar 1997). Die Daten der jeweiligen Zählungen wurden auf das jetzige Territorium der Stadt Zagreb heruntergebrochen.

## Geschichte

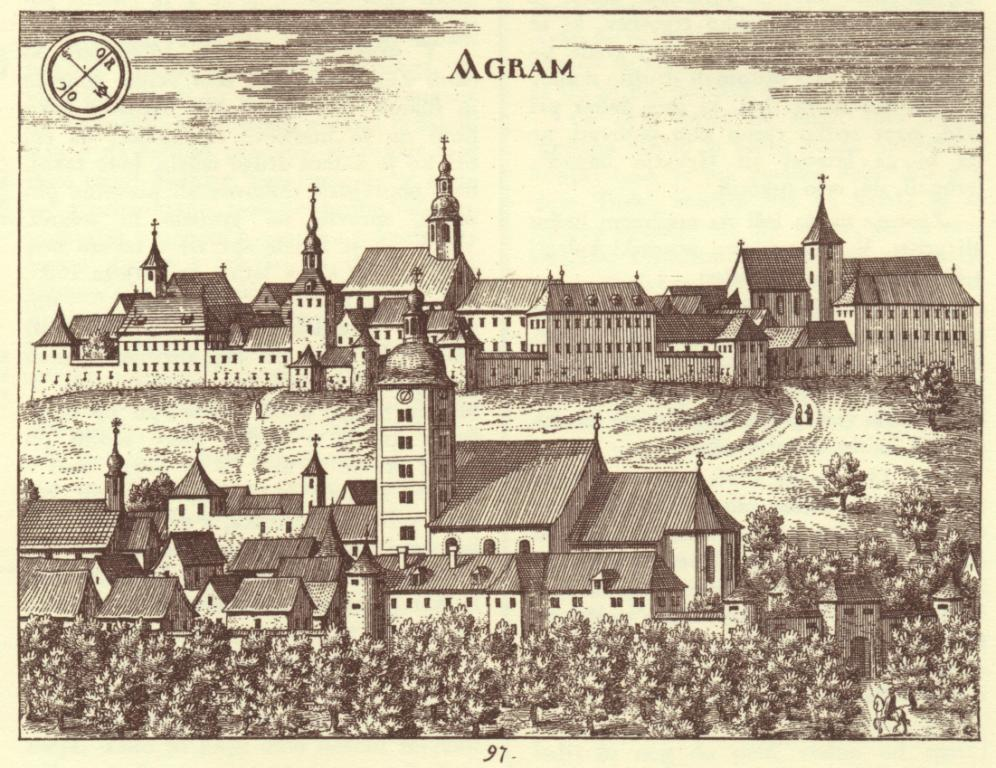
Kaptol mit der Kathedrale (im Vordergrund) und die Oberstadt von Zagreb (im Hintergrund). Stich aus dem Jahr 1689

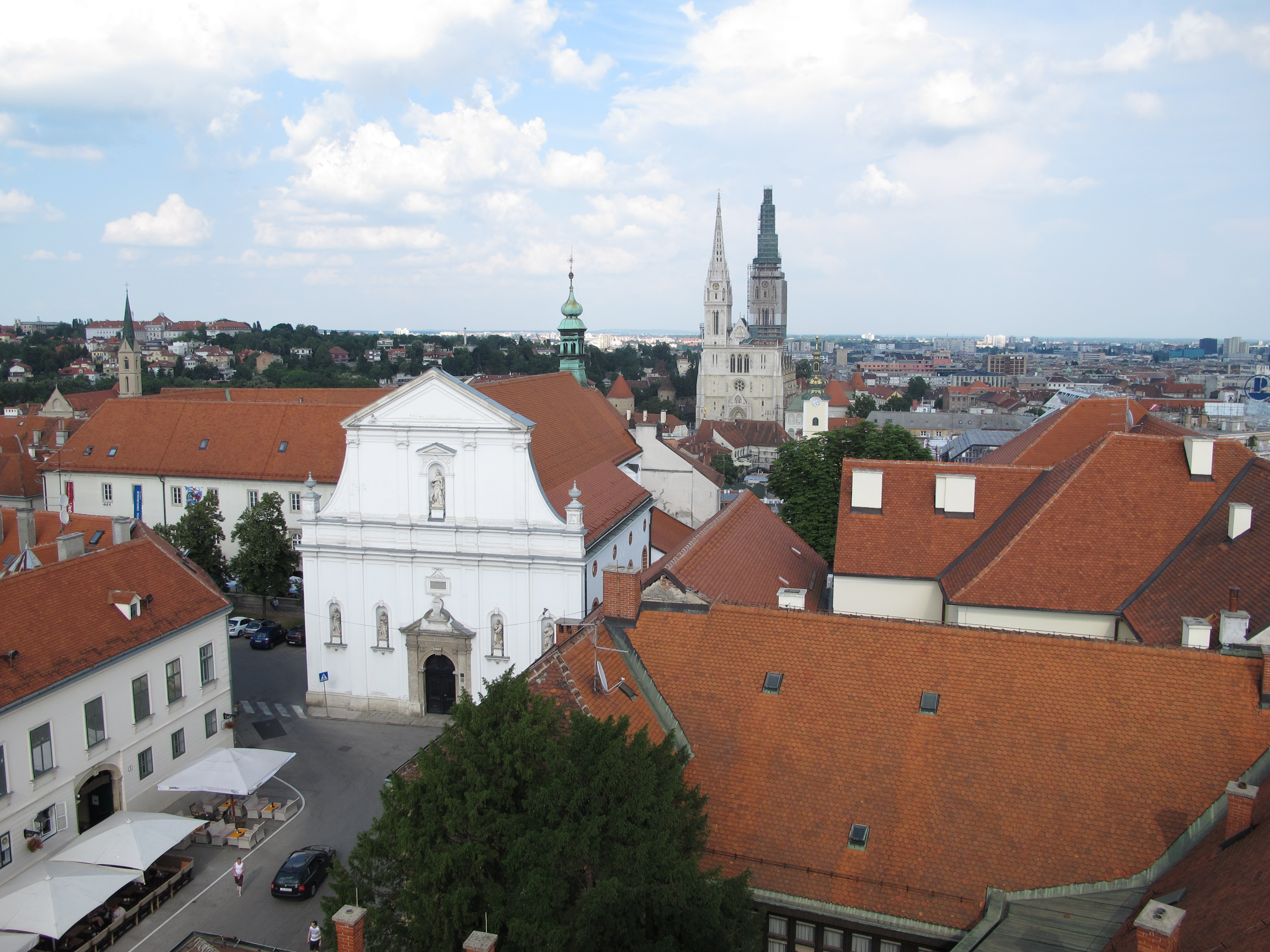
Blick vom Turm Lotrščak über die ehemalige Jesuitenkirche in der Oberstadt zur Kathedrale in Kaptol

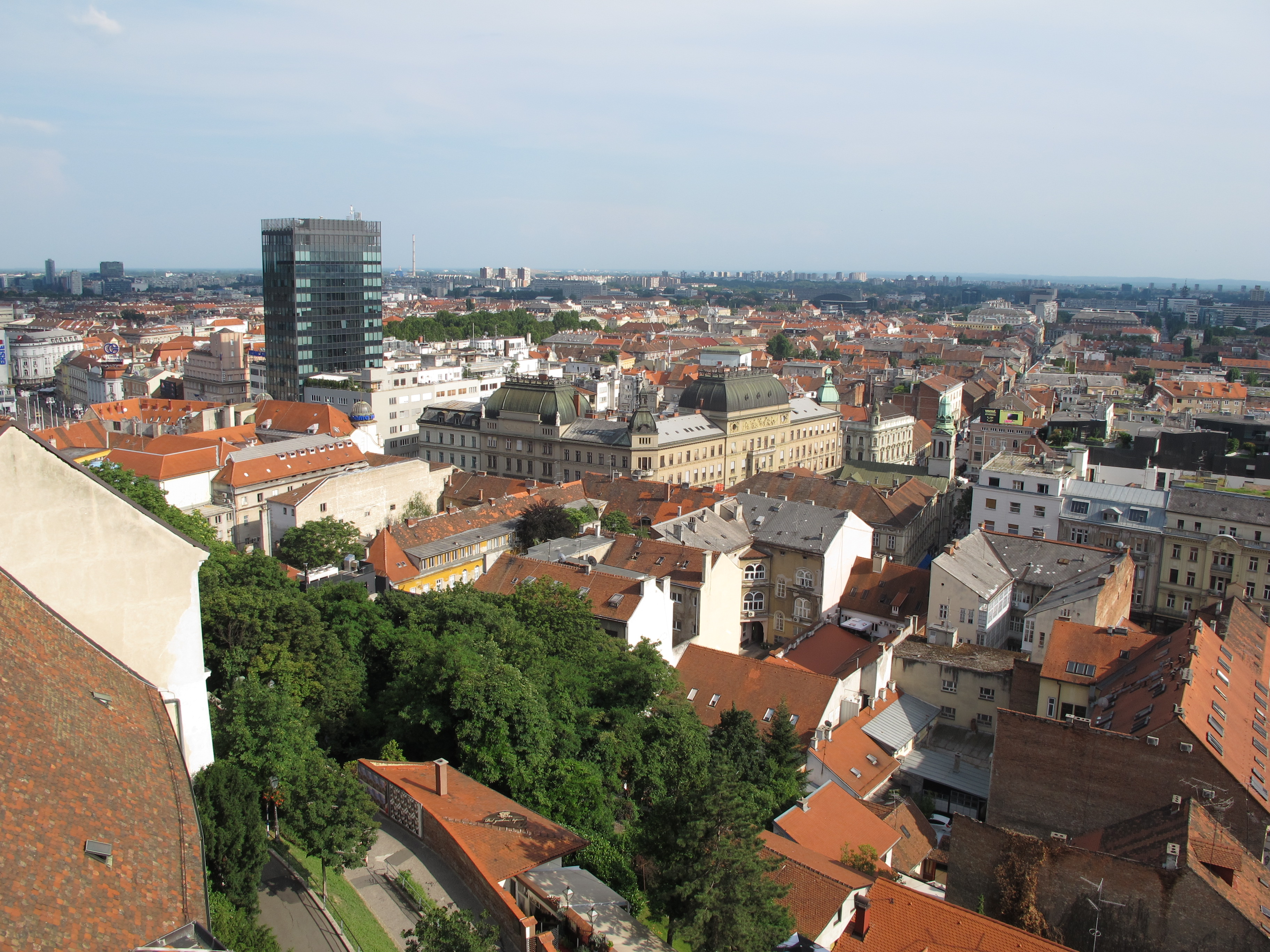
Blick auf die seit dem 19. Jahrhundert sich ausdehnende Unterstadt

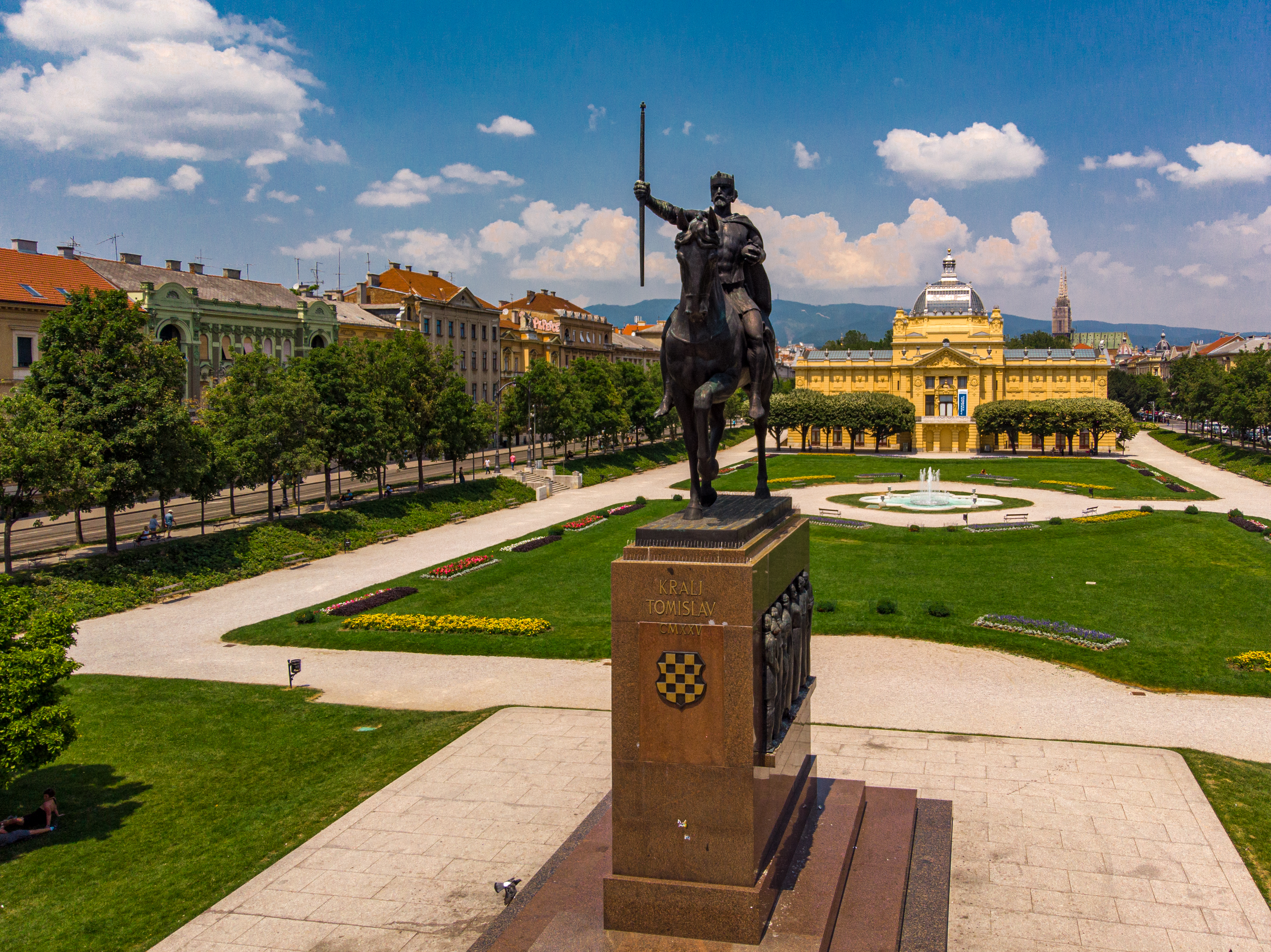
König-Tomislav-Platz mit Standbild

Der Name Zagreb wurde zum ersten Mal im Jahre 1094 erwähnt, als der in Personalunion ungarisch-kroatische König Ladislaus I. die Zagreber Diözese gründete. Die Stadt entwickelte sich aus den beiden Siedlungskernen Kaptol (Bischofsstadt) im Osten und Gradec (Oberstadt) im Westen. Kaptol war die Stadt des Klerus, in der seit dem 11. Jahrhundert der Bischof und die Kanoniker des Zagreber Bistums residierten. In der Oberstadt auf dem westlich benachbarten Bergsporn siedelten sich Kaufleute und Handwerker an. Interessenskonflikte zwischen den beiden Siedlungen führten immer wieder zu Auseinandersetzungen.
Im 13. Jahrhundert war Südosteuropa von teils verheerenden Eroberungsfeldzügen der Mongolen betroffen. Béla IV., von 1235 bis 1270 König von Kroatien und Ungarn, organisierte von Gradec aus die Verteidigung. Aus Dankbarkeit für die Unterstützung verlieh er 1242 den Einwohnern von Gradec die Bulla Aurea, ein Symbol der Freiheit und Unabhängigkeit. Durch dieses Dokument wurde Gradec zur freien königlichen Stadt; eine Zeit wirtschaftlicher Blüte begann. Es entstanden Paläste, Kirchen und Befestigungswerke nach mittel- und westeuropäischem Vorbild.
1557 wurde Zagreb erstmals als Kroatiens Hauptstadt erwähnt. Die Stadt lag im Hinterland der 1583 zur Abwehr der Türken eingerichteten Militärgrenze. 1669 wurde eine jesuitische Akademie (Neoacademia Zagrabiensis) gegründet; ein Vorläufer der 1874 gegründeten Universität Zagreb.
Später entwickelte sich im Süden der beiden Bergsiedlungen langsam die Unterstadt (Donji grad), zunächst um den im 17. Jahrhundert angelegten späteren Hauptplatz, den heutigen Ban-Jelačić-Platz.

### 18. und 19. Jahrhundert
Von 1756 bis 1776 war Varaždin die Hauptstadt Kroatiens. 1850 wurden die Städte Gradec und Kaptol zur Stadt Zagreb vereint und mit der Unterstadt verbunden. Die Unterstadt wuchs schnell. Ein schweres Erdbeben richtete 1880 beträchtlichen Schaden an, ermöglichte jedoch auch eine Modernisierung und dynamische Weiterentwicklung der Stadt.
Kaptol ist bis heute das Zentrum der katholischen Kirche und des geistlichen Lebens in Kroatien. Gradec, heute Oberstadt genannt, wurde zum politischen und administrativen Zentrum. In der Unterstadt mit ihren vielen prächtigen Gebäuden aus dem späten 19. Jahrhundert pulsiert das wirtschaftliche, wissenschaftliche und kulturelle Leben.
Zagreb war zur Zeit des Königreichs Ungarn Sitz des Komitats Zágráb.

### Zwischenkriegszeit
Am 29. Oktober 1918 beschloss das kroatische Parlament in Zagreb die Aufhebung sämtlicher staatsrechtlicher Beziehungen zwischen Kroatien und der Österreichisch-Ungarischen Monarchie. Am selben Tag wurde der Staat der Slowenen, Kroaten und Serben mit Zagreb als Hauptstadt gegründet. Zu Erinnerung daran wurde eine Gasse in der Nähe des St.-Markus-Platzes in Gornji Grad „Straße des 29. X. 1918“ genannt.
Am 1. Dezember vereinigte sich der neue Staat mit dem Königreich Serbien zum Königreich der Serben, Kroaten und Slowenen, das später in Königreich Jugoslawien umbenannt wurde. Staatsoberhaupt wurde der serbische König Peter I. Vier Tage später demonstrierten die Einwohner von Zagreb auf der Ilica-Straße gegen die Staatsregierung. Die königliche serbische Gendarmerie erschoss 20 Menschen, die als „Dezember-Opfer“ bekannt wurden.
Während des Königreichs Jugoslawien war Zagreb das ökonomische und kulturelle Zentrum und die zweitgrößte Stadt des Landes. In etwa 20 Jahren stieg die Bevölkerung durch die Immigration aus armen Dörfern um den Faktor 2,5 an. Am 15. Mai 1926 wurde die erste Übertragung von Radio Zagreb gesendet. Sie startete mit den Worten „Halo, halo! Ovdje Radio Zagreb!“ (dt. „Hallo, hallo! Hier Radio Zagreb!“).

### Zweiter Weltkrieg
Im Frühjahr 1941 eroberte die Wehrmacht innerhalb weniger Wochen das Königreich Jugoslawien und das Königreich Griechenland. Zagreb war bis zum Ende des Zweiten Weltkriegs die Hauptstadt des Unabhängigen Staates Kroatien, eines Vasallenstaates der Achsenmächte.
Vor dem Weltkrieg lebten in Zagreb ca. 12.000 Juden, danach waren es nur noch wenige tausend. Heute gibt es in ganz Kroatien 3000 Menschen jüdischen Glaubens; 2000 davon zählen zur jüdischen Gemeinde von Zagreb.

### Hauptstadt der jugoslawischen Teilrepublik Kroatien
Am 8. Mai 1945 wurde Zagreb von der jugoslawischen Volksbefreiungsarmee unter Tito besetzt. Kroatien wurde als Sozialistische Republik Kroatien in die Föderative Volksrepublik Jugoslawien, die spätere Sozialistische Föderative Republik Jugoslawien, eingegliedert.
In den Jahren 1970 und 1971 war Zagreb der Mittelpunkt des Widerstandes gegen die kommunistische Regierung. Es fanden Demonstrationen gegen die Politik der Belgrader Zentralregierung statt. Der Kroatische Frühling wurde niedergeschlagen und endete mit Massenverhaftungen.
Am 10. September 1976 kollidierten bei Zagreb ein jugoslawisches und ein britisches Flugzeug. 176 Menschen (darunter zahlreiche Deutsche) starben.
1987 fand in Zagreb die Universiade statt. Die Stadt war Gastgeber des Eurovision Song Contest 1990 im Konzerthaus „Vatroslav Lisinski“, weil im Jahr davor die kroatische Band Riva aus Zadar mit dem Lied Rock Me gewann.

### Kroatische Unabhängigkeit und Kroatienkrieg
Nach dem Fall der Mauer war der Ostblock zerfallen.
Im März 1991 begann die Jugoslawische Volksarmee den Kroatienkrieg. Am 25. Juni 1991 erklärte das kroatische Parlament die Unabhängigkeit Kroatiens von Jugoslawien und Zagreb zur Hauptstadt des Landes. Im September 1991 begannen massive Kampfhandlungen, unter anderem die Schlacht um Vukovar.
Am 7. Oktober 1991 feuerte ein Kampfflugzeug der JNA eine Luft-Boden-Rakete in das Zagreber Regierungsgebäude, in dem sich Präsident Tuđman und weitere Regierungsmitglieder befanden. Niemand wurde ernsthaft verletzt. Zagreb war damals überfüllt mit Flüchtlingen aus Ostslawonien, insbesondere aus der Stadt Vukovar.
Am 8. Oktober 1991 setzte Kroatiens Regierung die nach einer Volksabstimmung erklärte Unabhängigkeit offiziell in Kraft.
Am 2. und 3. Mai 1995 schlugen beim Raketenbeschuss auf Zagreb Streubomben in der Innenstadt ein. Sieben Menschen starben und 214 wurden verletzt.

### 900-Jahr-Feier
1994 feierte man Zagrebs 900-jähriges Jubiläum. Papst Johannes Paul II. kam nach Zagreb und feierte am 11. September eine Messe auf der Zagreber Reitbahn mit mehr als einer Million Gläubigen.

### 21. Jahrhundert
Am Morgen des 22. März 2020 ereignete sich ein Erdbeben mit der Stärke 5,4 Mw, dessen Epizentrum wenige Kilometer nördlich der Stadt lag. Ein 15-jähriges Mädchen wurde getötet, viele Museen, Kirchen und andere Gebäude wurden schwer beschädigt, speziell in der Altstadt, ein Teil der südlichen Turmspitze der Kathedrale brach ab. Die überwiegende Mehrheit der Gebäude, die nach 1964 (Einführung der ersten verbindlichen Erdbebenvorschriften im ehemaligen Jugoslawien) gebaut wurden, überstanden das Beben entweder unbeschädigt oder erlitten nur geringe Schäden.

## Geografie
Zagreb liegt 122 Meter über dem Meeresspiegel im kontinentalen Bereich Mittelkroatiens am Fuß des nördlich gelegenen Medvednica-Gebirges. Es liegt an einem Schnittpunkt zwischen Mittel- und Südeuropa. Die Stadt erstreckt sich an beiden Seiten der Save, des größten Flusses Sloweniens und Kroatiens. Sie befindet sich im Südwesten der Pannonischen Tiefebene in einem Gebiet, das auch Hrvatsko Prigorje genannt wird. Die Entfernung zum Adriatischen Meer beträgt etwa 170 Kilometer.

## Klima
|                       | Jan  | Feb  | Mär  | Apr  | Mai  | Jun  | Jul  | Aug  | Sep  | Okt  | Nov  | Dez  |   |       |
| Mittl. Tagesmax. (°C) | 3,1  | 6,1  | 11,3 | 16,4 | 21,3 | 24,6 | 26,7 | 26,2 | 22,3 | 16,2 | 9,3  | 4,4  | ⌀ | 15,7  |
| Mittl. Tagesmin. (°C) | −4,0 | −2,5 | 0,9  | 4,9  | 9,2  | 12,7 | 14,2 | 13,7 | 10,4 | 5,8  | 1,8  | −1,9 | ⌀ | 5,5   |
|                       |      |      |      |      |      |      |      |      |      |      |      |      |   |       |
| Niederschlag (mm)     | 48,6 | 41,9 | 51,6 | 61,5 | 78,8 | 99,3 | 81,0 | 90,5 | 82,7 | 71,6 | 84,8 | 63,8 | Σ | 856,1 |
|                       |      |      |      |      |      |      |      |      |      |      |      |      |   |       |
| Sonnenstunden (h/d)   | 1,8  | 2,9  | 4,0  | 5,6  | 6,8  | 7,6  | 8,6  | 7,9  | 6,4  | 4,3  | 2,1  | 1,3  | ⌀ | 5     |
|                       |      |      |      |      |      |      |      |      |      |      |      |      |   |       |
| Regentage (d)         | 10,8 | 10,0 | 11,2 | 12,7 | 13,2 | 13,6 | 10,9 | 10,4 | 9,8  | 10,2 | 12,2 | 12,1 | Σ | 137,1 |
|                       |      |      |      |      |      |      |      |      |      |      |      |      |   |       |
| Luftfeuchtigkeit (%)  | 78   | 72   | 65   | 61   | 65   | 67   | 65   | 66   | 71   | 76   | 81   | 82   | ⌀ | 70,7  |

| −4,0 |

| −2,5 |

| 0,9 |

| 4,9 |

| 9,2 |

| 12,7 |

| 14,2 |

| 13,7 |

| 10,4 |

| 5,8 |

| 1,8 |

| −1,9 |

| −4,0 |

| −2,5 |

| 0,9 |

| 4,9 |

| 9,2 |

| 12,7 |

| 14,2 |

| 13,7 |

| 10,4 |

| 5,8 |

| 1,8 |

| −1,9 |

## Politik
Zagreb ist die Hauptstadt und der Regierungssitz der Republik Kroatien.
In Zagreb tagt auch das kroatische Parlament, der Sabor. Das Regierungsviertel befindet sich in der Gornji Grad (Obere Stadt), der Altstadt von Zagreb. Stärkste Fraktion im Stadtrat ist die Zeleno–lijeva koalicija (deutsch Grün-linke Koalition).

## Stadtrat
- Možemo!: 19
- NL: 3
- SDP: 4
- SDSS: 1
- MOST: 3
- HDZ: 6
- Unabh.: 6
- Sonst.: 6

Die Koalition besteht aus Mozemo, NL und SDP. Die beiden erstgenannten arbeiten als "Grün-Links" zusammen.

Sontige = DOMiNo - BzH (4(r)), BM465 (1(m/ml)) und ORaH (1(ml))

r = rechts(gerichtet)

m/ml = mitte/mitte links

ml = mitte links
- Možemo!: 25
- SDSS: 1
- HDZ: 8
- Unabh.: 0
- Sonst.: 14

M = Koalition

## Wirtschaft
Im Jahr 2004 wurde ungefähr 30 % des kroatischen Bruttosozialprodukts in Zagreb erwirtschaftet. 2011 steuerte Zagreb ein Drittel zum Bruttosozialprodukt bei. Es ist der wichtigste Wirtschaftsstandort Kroatiens.
Wichtige Wirtschaftszweige in Zagreb sind die Pharmaindustrie, die Elektrotechnik, der Handel und der Tourismus.
Im südöstlichen Teil der Stadt liegt das größte Industriegebiet Žitnjak.
Die Kroatische Nationalbank und die einzige kroatische Börse, die Zagreber Börse, haben ihren Sitz in Zagreb.
Viele Unternehmen wie z. B. der Öl- und Gaskonzern INA haben ihren Hauptsitz in Zagreb. Im Westen der Stadt sind der Pharmakonzern Pliva, der Elektrotechnikkonzern Končar Group und Ericsson-Tesla.
Besucher aus den EU-Nachbarländern haben Zagreb als Einkaufsstadt entdeckt: es gibt Einkaufszentren an der Peripherie im Osten und Westen der Stadt; in der Zagreber Innenstadt gibt es die Hauptgeschäftsstraße Ilica mit zahlreichen traditionsreichen Handwerkergeschäften wie zum Beispiel Schustern, Hutmachern, Ledertaschenläden, Küfnern, Boutiquen und Juwelieren.
Die Messe Zagreb (Zagrebački Velesajam) ist der bedeutendste Messestandort der Region.
In Zagreb hat auch die Deutsch-Kroatische Industrie- und Handelskammer ihren Sitz.
Auch die Informationstechnologie eine immer wichtigere Rolle in Zagreb. Die Stadt entwickelt sich zu einem Zentrum für Start-ups und innovative Unternehmen, die in Bereichen wie Softwareentwicklung, Digitalmarketing und E-Commerce tätig sind.
Der Tourismus hat in den letzten Jahren einen erheblichen Aufschwung erlebt. Mit seinen historischen Sehenswürdigkeiten, kulturellen Veranstaltungen und einem lebendigen Nachtleben zieht Zagreb immer mehr internationale Besucher an.
Die Infrastruktur der Stadt wurde kontinuierlich verbessert, um das Wirtschaftswachstum zu unterstützen. Der Flughafen Zagreb wurde modernisiert und erweitert, um das steigende Passagieraufkommen zu bewältigen.
Zagreb ist auch ein wichtiger Bildungsstandort mit mehreren Universitäten und Forschungseinrichtungen, die Talente anziehen und zur Entwicklung von Innovationen beitragen.
Die Stadtverwaltung fördert aktiv ausländische Investitionen und bietet Anreize für Unternehmen, die sich in Zagreb ansiedeln möchten. Dies hat dazu geführt, dass internationale Konzerne wie IBM, Siemens und Cisco in der Stadt vertreten sind.

## Verkehr und Transport

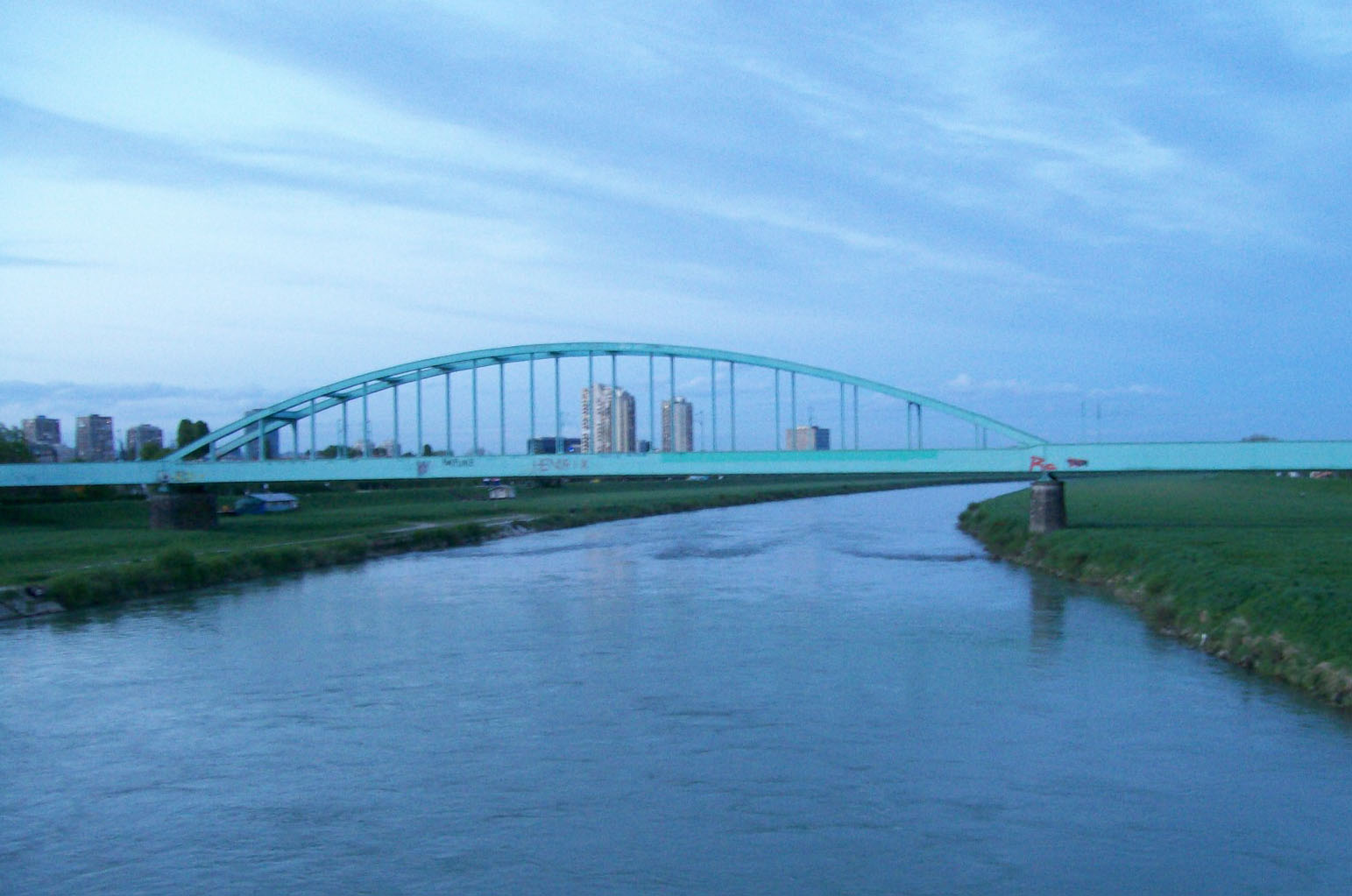
Hendrixbrücke, die ältere der beiden Eisenbahnbrücken über die Save

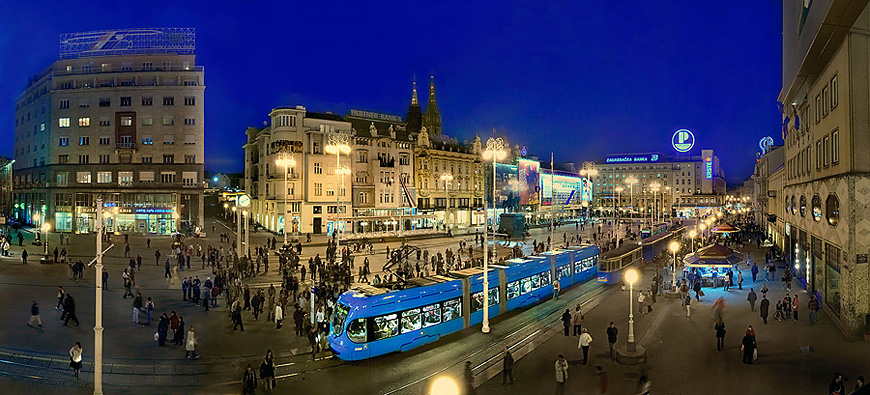
Verkehrsknotenpunkt der Straßenbahnen ist der Ban-Jelačić-Platz.

Zagreb ist sowohl im Bereich Straße als auch im Bereich der Eisenbahn eine Zwischenstation des Paneuropäischen Verkehrskorridors X.

### Eisenbahn

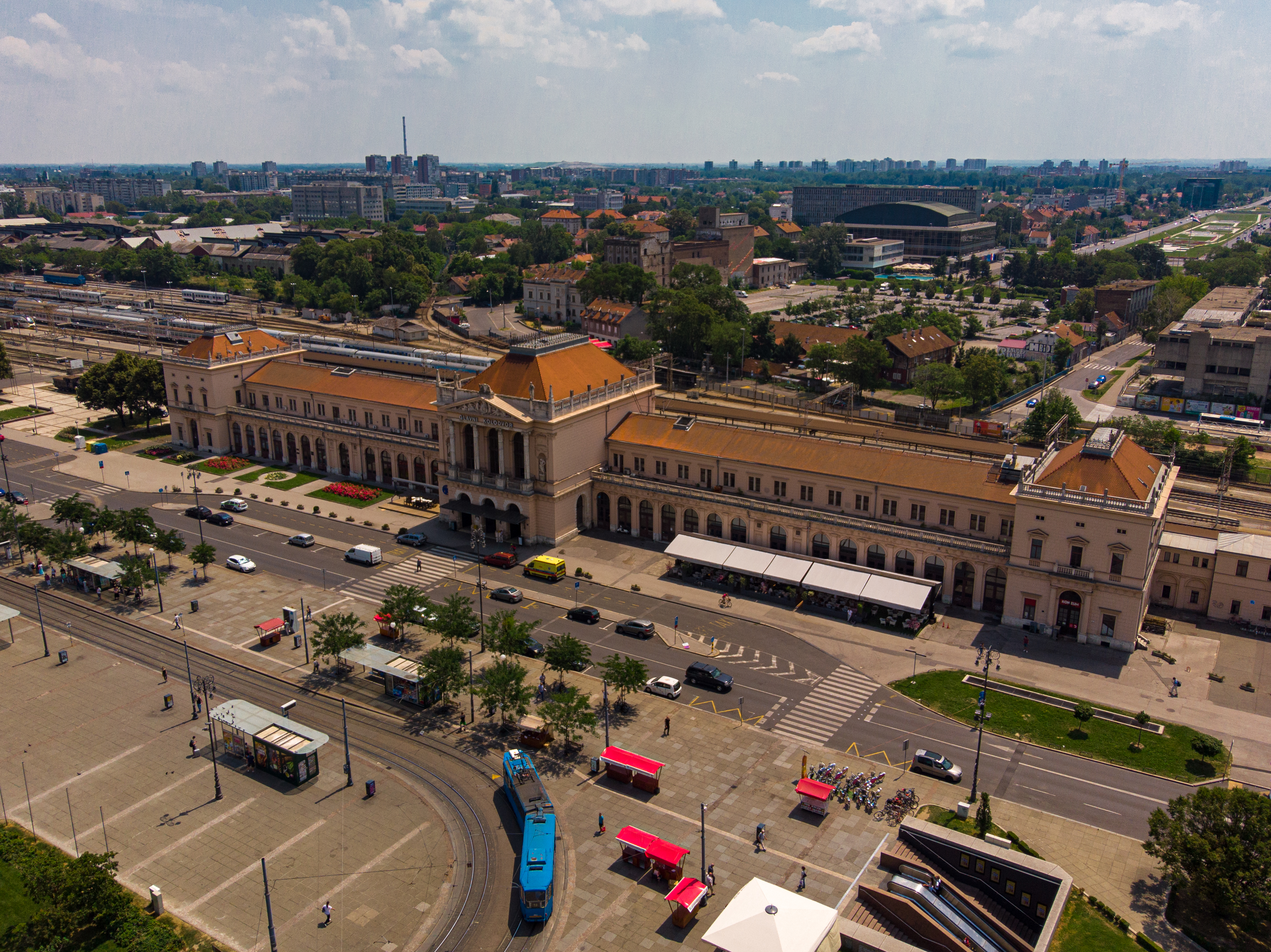
Hauptbahnhof Zagreb

Zagreb ist ein wichtiger Knotenpunkt im Netz der Kroatischen Eisenbahnen. Südlich des Stadtzentrums befindet sich am König-Tomislav-Platz der für den Personenverkehr bedeutsame Hauptbahnhof (Glavni kolodvor). Internationale Direktverbindungen im Tagesverkehr werden unter anderem nach Ljubljana (2:30 Stunden), Budapest (6 Stunden), Wien (6 Stunden), München (6 Stunden) und mit Nachtzug (EN) von und nach Stuttgart (via Bahnhof München Ost) und Zürich angeboten. Andere Reiseziele erfordern gegenwärtig das Umsteigen in Villach.
Im innerkroatischen Verkehr wird Split in sechs Stunden erreicht. Im Schienenpersonennahverkehr werden neben dem Hauptbahnhof auch der westlich des Stadtzentrums gelegene Westbahnhof (Zapadni kolodvor) sowie die südlich der Save liegende Station Zagreb Klara bedient. Ebenso verfügt Zagreb über ein schienengebundenes Nahverkehrssystem mit mehreren innerstädtischen Haltestellen. Südlich der Save befindet sich zudem ein großer Rangierbahnhof.

### Straße
Zagreb ist durch ein gut ausgebautes Autobahn-Netz unter anderem mit den Hafenstädten Rijeka und Split und der Region Dalmatien (A1) sowie mit der ostkroatischen Region Slawonien (A3) verbunden, darüber hinaus auch mit Slowenien (A2) und Ungarn (A4).

### Luftverkehr
Zagreb besitzt einen internationalen Verkehrsflughafen, gelegen etwa 17 km südöstlich des Stadtzentrums auf dem Gebiet der Ortschaft Pleso. Der IATA-Flughafencode ist ZAG. Vom Flughafen Zagreb sind per Direktflug unter anderem Frankfurt am Main, München, London und Paris erreichbar.

### ÖPNV und Fernbusse

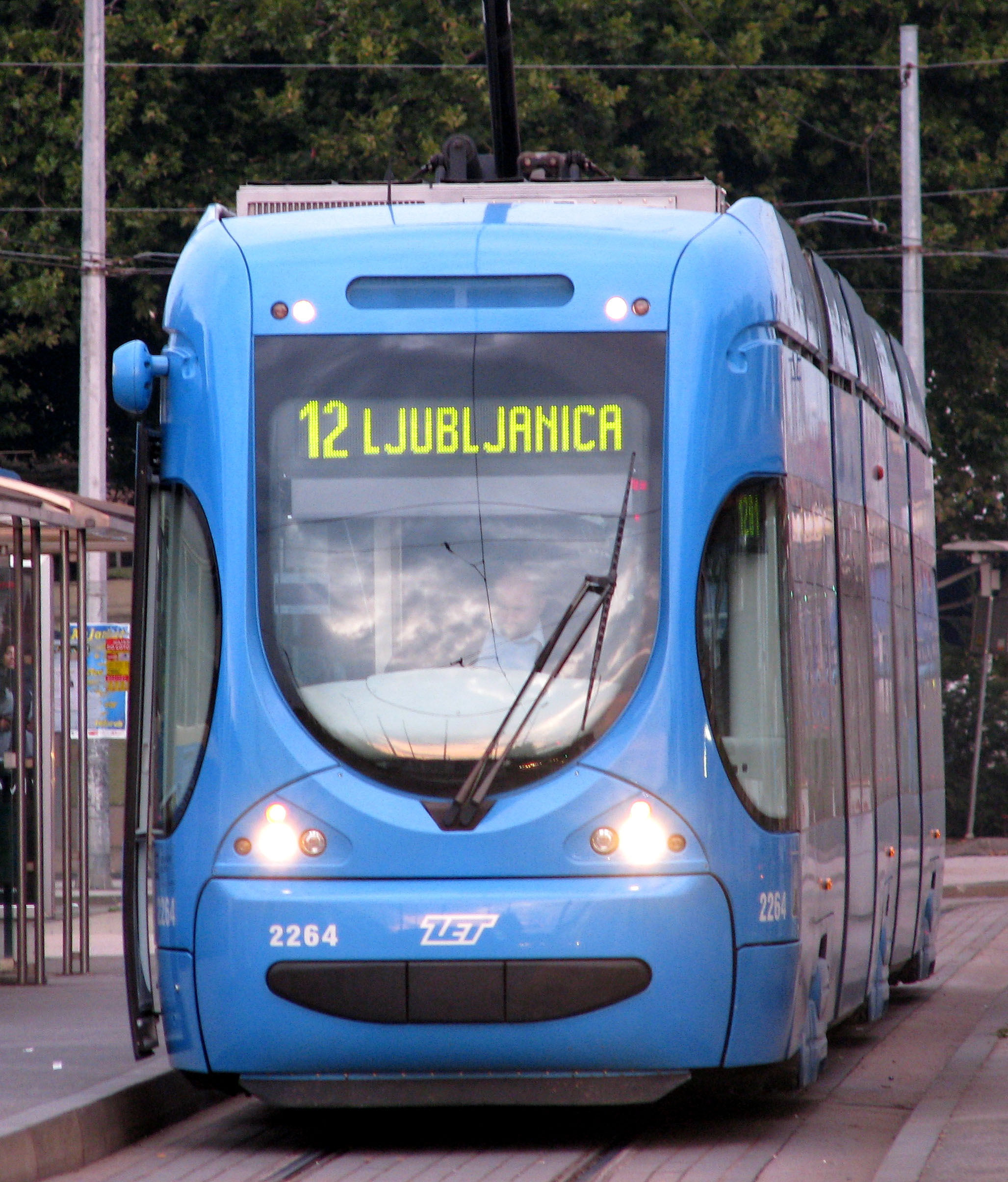
Ein TMK 2200 der Zagreber Straßenbahn

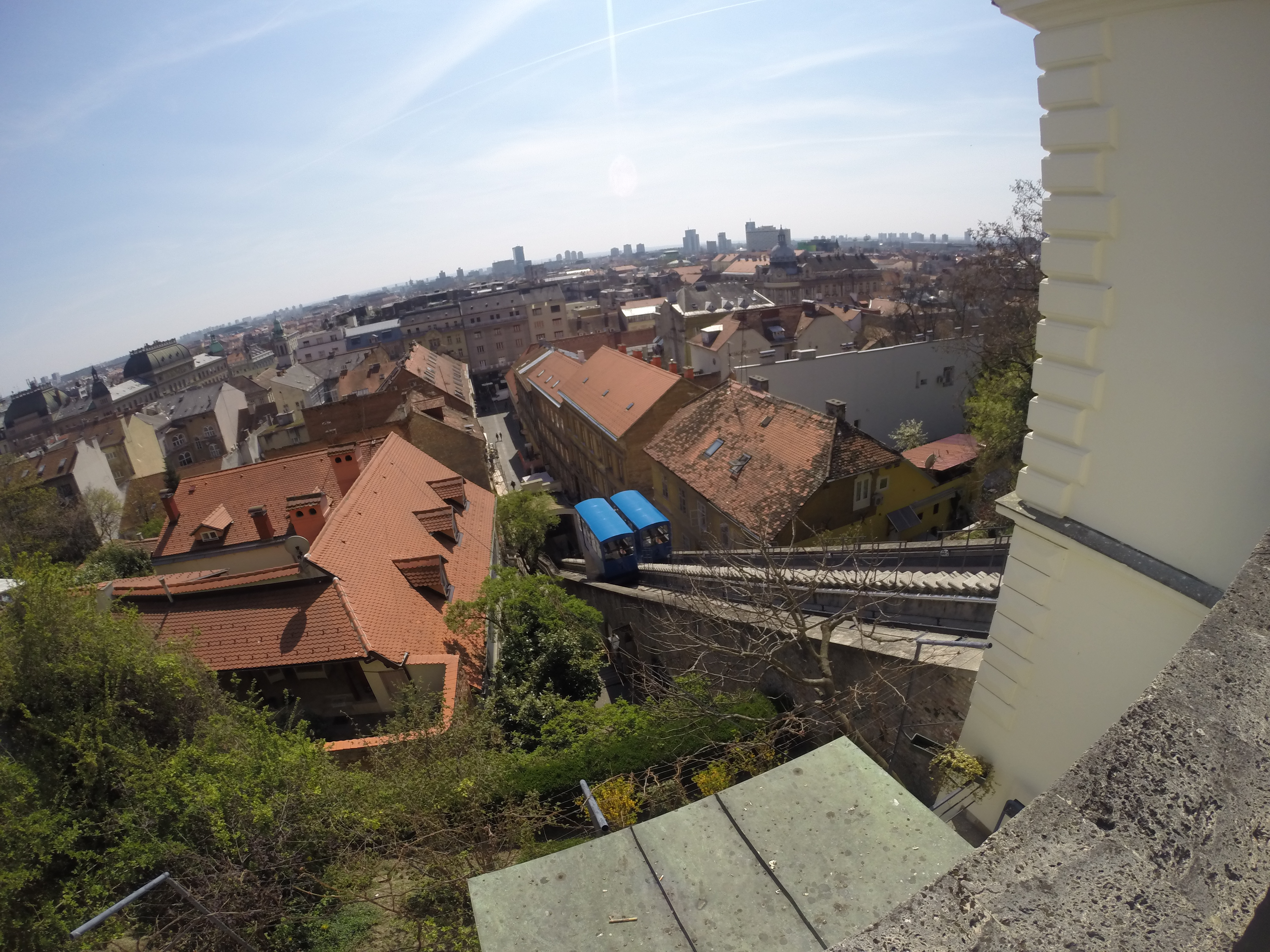
Standseilbahn

Der ÖPNV der Stadt wird im Wesentlichen vom kommunalen Verkehrsunternehmen Zagrebački električni tramvaj (ZET) durchgeführt. ZET betreibt die Straßenbahn Zagreb sowie den örtlichen Stadtbusverkehr. Darüber hinaus existiert in Zagreb außerdem eine Standseilbahn. Es verkehrt außerdem noch eine Gondelbahn auf den Sljeme.
Seit Juni 2024 können Residenten ab 65 Jahren den ÖPNV Zagrebs kostenfrei benutzen. Seit April 2025 können auch Residenten unter 18 Jahren den ÖPNV Zagrebs kostenfrei benutzen.
Der Hauptbahnhof befindet sich im Zentrum der Stadt am König-Tomislav-Platz.
Südöstlich des Stadtzentrums befindet sich der Busbahnhof (Autobusni kolodvor Zagreb) an der Avenija Marina Držića. Von hier werden nahezu alle Landesteile Kroatiens sowie zahlreiche Städte Europas regelmäßig angefahren.
Die Straßenbahnlinie 6 verbindet den Busbahnhof und den Hauptbahnhof in wenigen Haltestellen mit dem Zentrum.

## Wissenschaft und Forschung
Höchste wissenschaftliche Einrichtung in Kroatien ist die Kroatische Akademie der Wissenschaften. Die Universität Zagreb wurde als Jesuitenhochschule am 23. September 1669 gegründet und ist eine der ältesten Universitäten in Ostmitteleuropa. Die Gebäude der Fakultäten befinden sich in mehreren Stadtteilen; die zur Universität Zagreb gehörende Universitätsbibliothek Zagreb liegt seit 1995 in einem Stadtteil außerhalb des Zentrums. Die Kunstakademie Zagreb und die Musikakademie Zagreb genießen internationalen Ruf.
Weitere Hochschulen sind die Gesundheitshochschule in Zagreb, die Sozialwissenschaftliche Fachhochschule in Zagreb und die Technische Fachhochschule in Zagreb.
Das im Jahr 1950 gegründete Institut Ruđer Bošković ist das größte interdisziplinäre Institut Kroatiens und beschäftigte im Jahr 2005 insgesamt 200 Wissenschaftler.

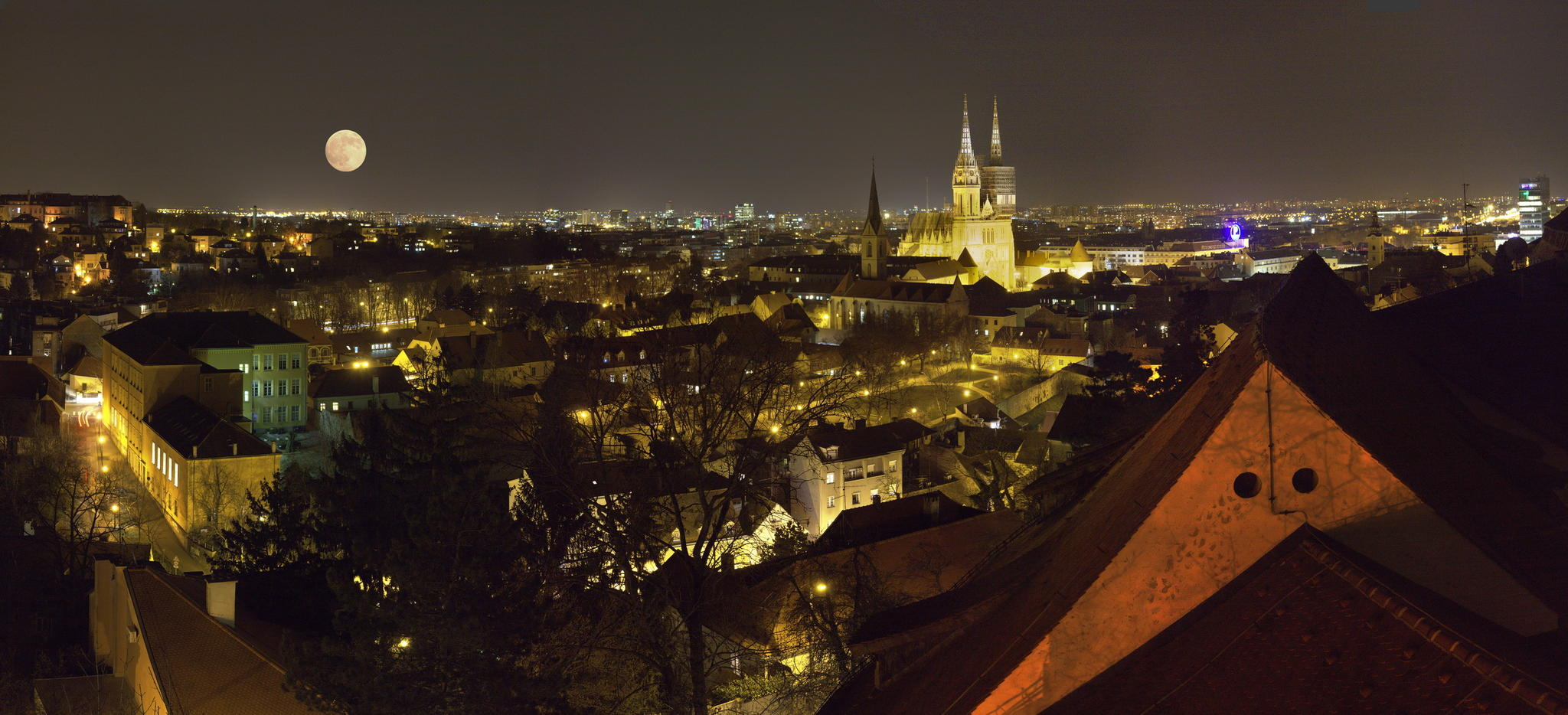
Blick von der Sternwarte in der Oberstadt

## Medien
Eine Auswahl der in Zagreb erscheinenden Zeitungen und Zeitschriften:
- Večernji list, Tageszeitung
- Jutarnji list, Tageszeitung
- 24 sata, Tageszeitung
- Nacional, Wochenzeitung
- Dnevnik, Wirtschaftszeitung

Im 19. und 20. Jahrhundert erschienen auch zwei deutschsprachige Tageszeitungen für Zagreb, das Agramer Tagblatt und die Agramer Zeitung.

## Sehenswürdigkeiten

### Kaptol (Bischofsstadt)

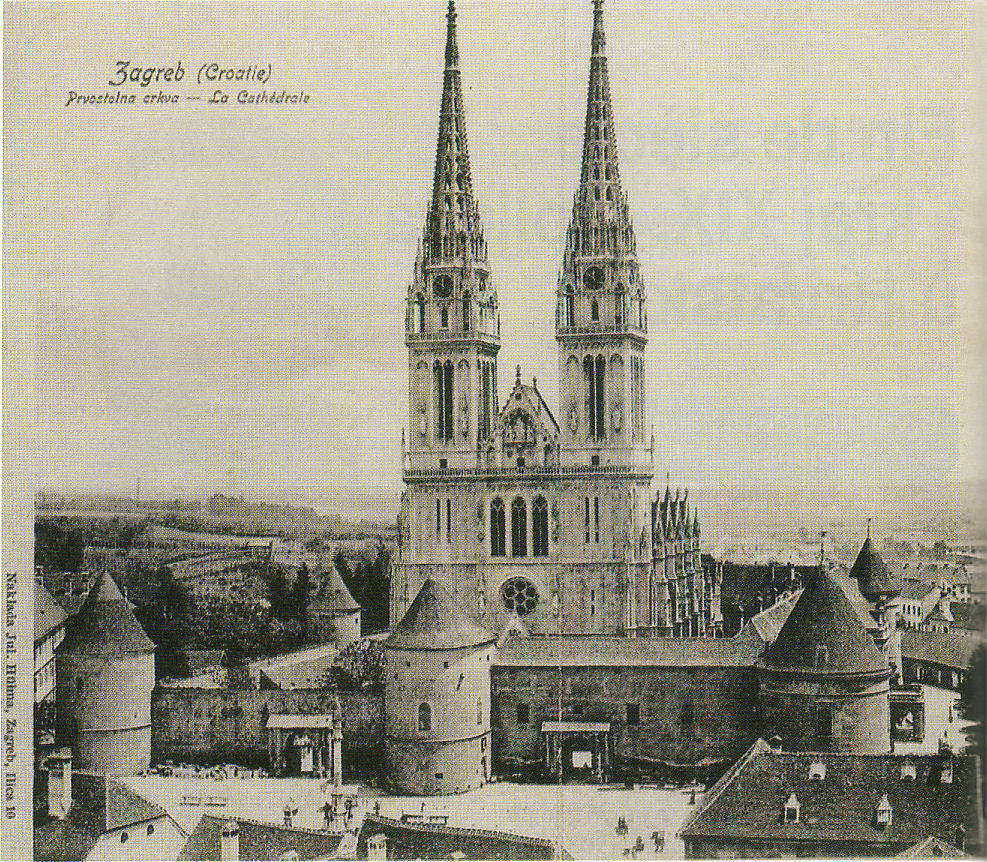
Die Kathedrale von Zagreb nach den Renovierungen um 1900

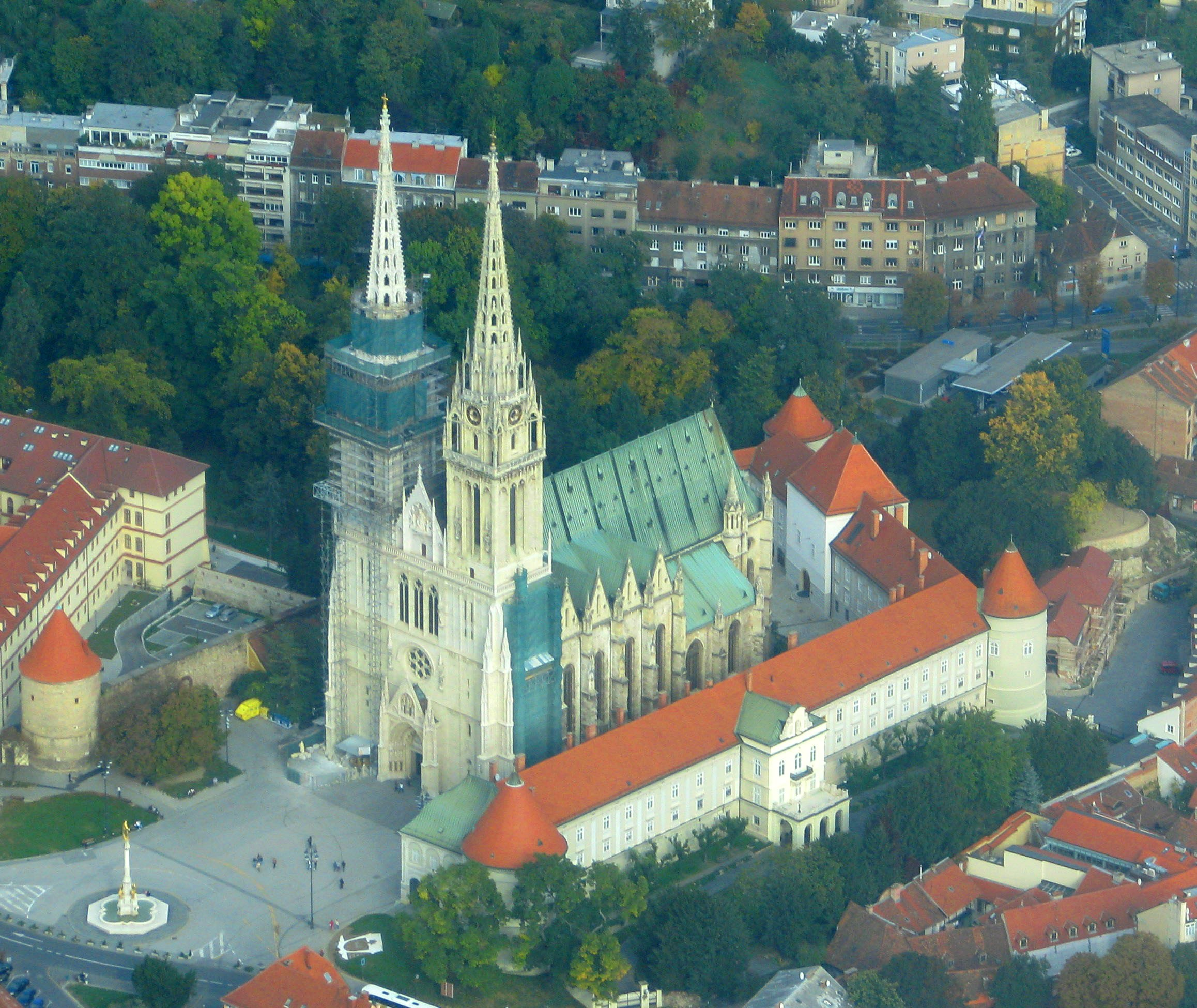
Die Kathedrale von Zagreb 2008

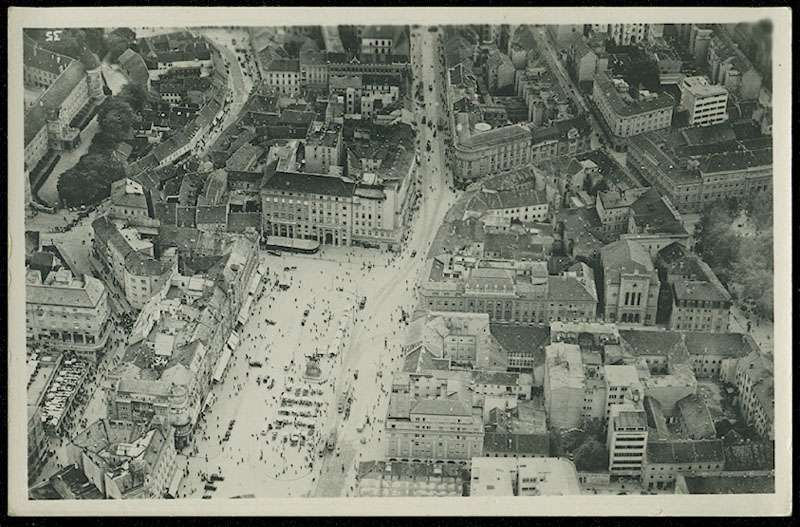
Der Hauptplatz (Jelacicev trg) in der Unterstadt im Jahr 1933

Der Bezirk auf einem Bergsporn um die Kathedrale bildete sich mit der Gründung des Zagreber Bistums im 11. Jahrhundert. Hier residierte nicht nur der Bischof, sondern nach Norden erstreckten sich zu beiden Seiten der Hauptstraße die geräumigen Hofe der Domherren. Außerhalb im Süden und Norden siedelten sich Bedienstete und Handwerker an und bildeten mit der Zeit zwei Vorstädte. Die Kernanlage wurde im 15. Jahrhundert mit einer noch erkennbaren Mauer versehen.
- Die Kathedrale von Zagreb (Mariahimmelfahrt, ehemals Stefansdom; Katedrala svetog Stjepana): Das Wahrzeichen der Stadt ist die im 13. Jahrhundert neu errichtete und später veränderte Kathedrale. Um 1510 wurde sie mit einer wuchtigen Artilleriebefestigung mit Eckrondellen umgeben. Auf ihrem Vorplatz, der heute den Namen des Kaptols trägt, befindet sich der Madonnenbrunnen mit vier goldenen Engeln und einer Säule, auf der eine goldene Marienstatue thront.
- Die Kirche des heiligen Franz (Crkva svetog Franje): Die Kirche des im 13. Jahrhundert gegründeten Franziskanerklosters besticht durch viele schöne Buntglasfenster. Sie wurde um 1900 aufwändig renoviert. Im Kloster nebenan findet man die Kapelle Sveti Franjo.
- Die Marienkirche (Crkva svete Marije): Die Kirche entstand als Sakralbau eines Zisterzienserklosters. Sie ist mit barocken Altären ausgestattet. Ansonsten vermischen sich barocke und gotische Stilelemente. Sie befindet sich an der Westseite des Dolac-Markts.
- Der Erzbischofspalast (Nadbiskupska palača): Der Bischofspalast zieht sich dreiseitig um die Kathedrale Sveti Stjepana.
- Die ehemaligen Kurien der Domherren säumen die Hauptstraße.
- Der Gemüse- oder Grünmarkt (Dolac): Auf dem zentralen und größten Markt der Stadt Zagreb werden seit 1926 Käse, Obst, Gemüse sowie Fleisch-, Wurst- und Backwaren angeboten. Vom Ban-Jelačić-Platz kommend erreicht man ihn über Treppenstufen entlang des „Blumenmarktes“.
- Der Ban-Jelačić-Platz (Trg bana Jelačića): Dieser zentrale Platz zwischen Ober- und Unterstadt entstand erst im 17. Jahrhundert als neuer Marktplatz. Er wurde im 19. Jahrhundert nach Joseph Jelačić von Bužim (Josip Jelačić Bužimski) benannt. Er war ein Feldherr und Ban von Kroatien, außerdem k.&.k. Feldzeugmeister und Kommandeur des Maria Theresien-Ordens und gilt als kroatischer Nationalheld. Dieser zentrale Platz wurde von Ende des Zweiten Weltkrieges bis 1991, also vor der Unabhängigkeit Kroatiens „Platz der Republik“ genannt. Wegen der zentralen Lage dient der Platz häufig als Ausgangspunkt für Besichtigungen und Ausflüge. Der Ban-Jelačić-Platz ist eine große Fußgängerzone, in der nur Straßenbahn, Bus und Taxi eine Fahrerlaubnis haben. Hier befindet sich auch das Geschäfts- und Bankenzentrum der Stadt. Von der westlich an den Platz anschließenden Fußgängerzone Ilica ist die Standseilbahn zu erreichen, die Ober- und Unterstadt verbindet.

### Gornji Grad (Oberstadt)
Die westlich des Kathedralberges im 13. Jahrhundert auf älteren Siedlungsplätzen planmäßig angelegte Oberstadt zeichnet sich durch eine geschlossene historische Bebauung aus, die heute besonders durch die Architektur des Barock und des Historismus geprägt wird. Die im 13. Jahrhundert angelegte Stadtmauer mit ihren vier Toren ist in ihrem Verlauf noch gut ablesbar. Eindrucksvolle Adelspalais wechseln mit kleineren, eingeschossigen Anwesen der Bürger, Handwerker und Kaufleute ab.

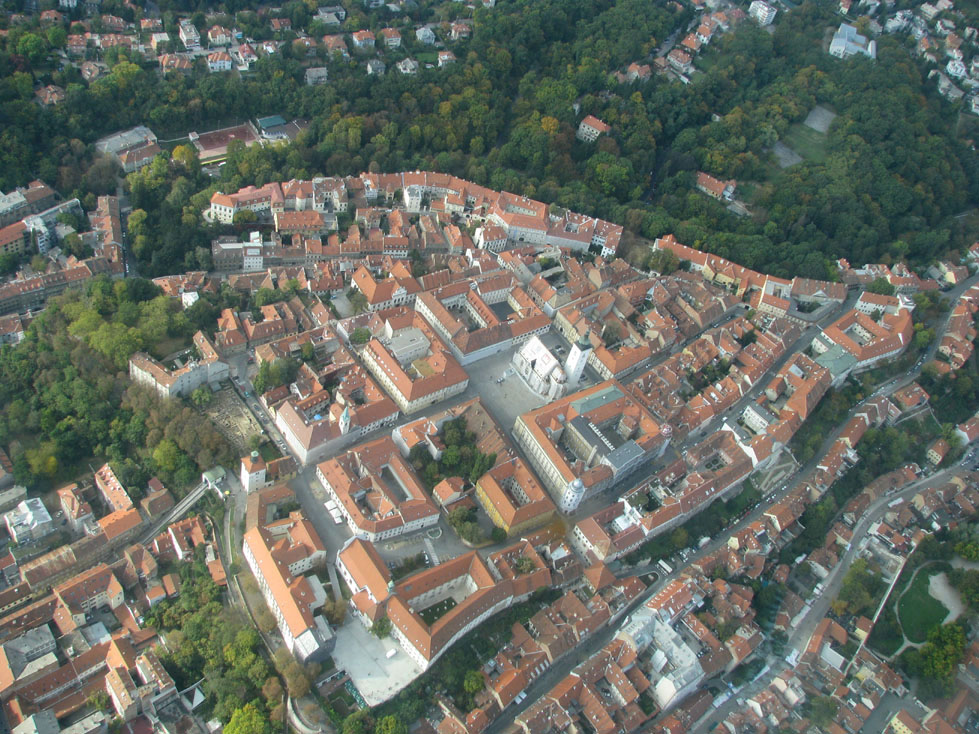
Die im 13. Jahrhundert ummauerte Oberstadt aus der Luft

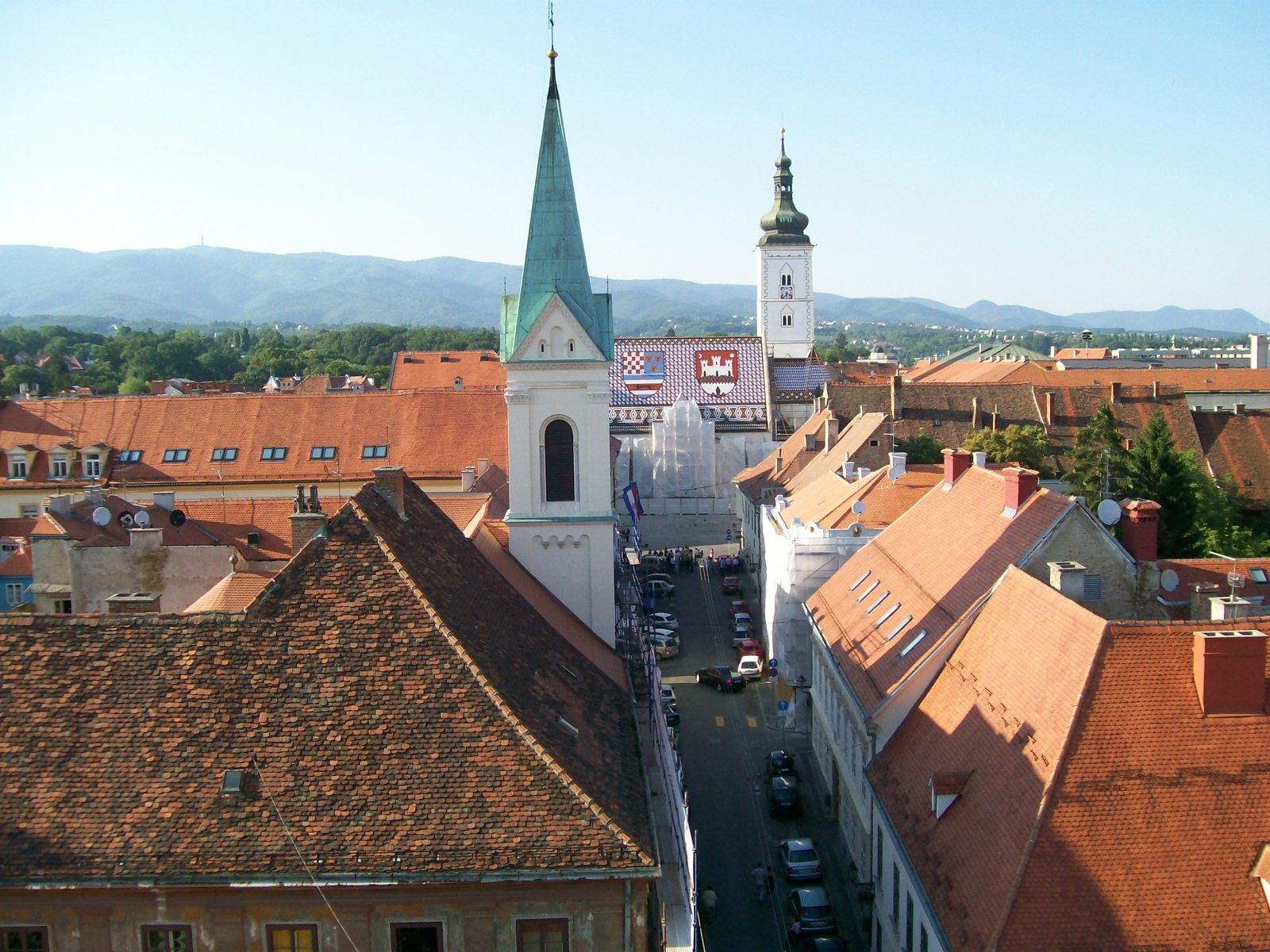
Blick auf die St.-Markus-Kirche, die im 13. Jahrhundert entstandene Pfarrkirche der Oberstadt

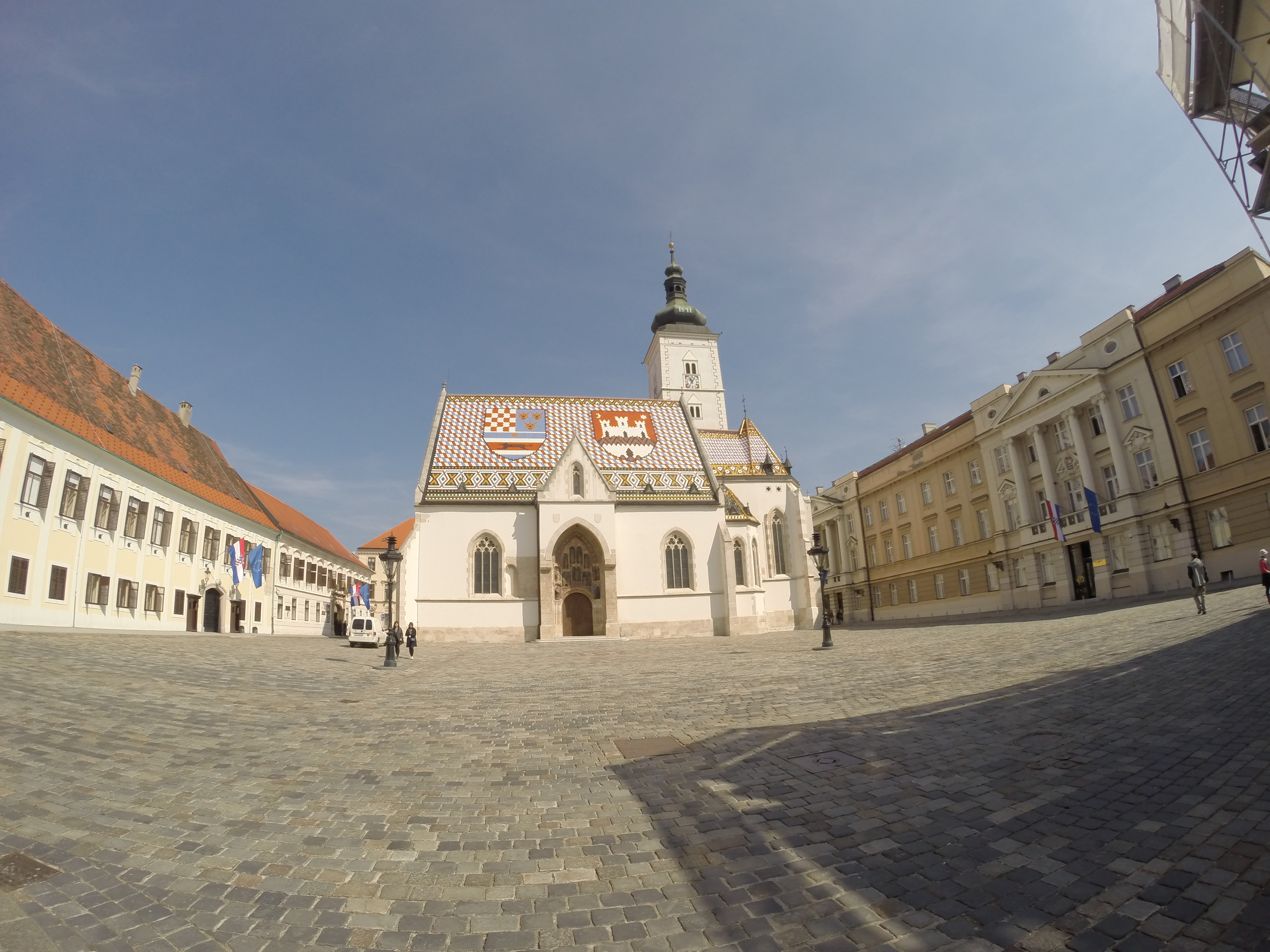
St.-Markus-Kirche

- Die St.-Markus-Kirche (Crkva svetog Marka) ist die alte Pfarrkirche von Gornji Grad und wurde vermutlich zuerst im 13. Jahrhundert angelegt. Der heutige Bau entstand im letzten Viertel des 14. des Jahrhunderts als dreischiffige Hallenkirche. 1866 und 1882 wurde die Kirche grundlegend erneuert. Das Dach mit den zwei Wappen stammt aus dem Jahr 1880. Es besticht durch ein einzigartiges Dachziegelbild in Form zweier Wappen. Links befindet sich das Wappen Kroatiens, Dalmatiens und Slawoniens, rechts das Stadtwappen. Im Innern des Gebäudes kann man Bildhauerkunst betrachten. Vieles davon entstammt vom bekannten kroatischen Bildhauer Ivan Meštrović.
- Der Banal-Hof (Banski dvori): Einst diente es als Sitz des Vizekönigs (Bans) in Kroatien. Der im 17. Jahrhundert entstandene Ban-Palast dient heute als Regierungssitz.
- Das Parlamentsgebäude (Sabor): Das kroatische Parlamentsgebäude wurde 1908 erbaut und liegt gegenüber dem Ban-Palast am Markusplatz (Markov trg), auf dem die Markuskirche steht. In diesem ehemaligen Palast residierten früher einmal die kroatischen Bane.
- Der Lotrščak-Turm (kroatisch Kula Lotrščak): Der Turm stammt aus dem 13. Jahrhundert und steht in direkter Nähe zur Bergstation der Drahtseilbahn. Täglich um 12 Uhr wird hier ein Kanonenschuss abgefeuert. Unterhalb des Turmes befördert die Zahnradbahn Fahrgäste von der Oberstadt in die Unterstadt und umgekehrt.
- Das Steinerne Tor (Kamenita vrata): Von der ehemaligen Stadtbefestigung aus dem 13. Jahrhundert ist nur noch das „Steinerne Tor“ übrig geblieben. Einst führten fünf Stadttore in Gornji Grad hinein. Ein Brand zerstörte 1731 einen Großteil der Nachbarhäuser, wobei nur ein Bild der Maria mit Jesuskind am Tor der Legende nach unbeschädigt blieb. Daraufhin wurde das Steinerne Tor zu einer kleinen Kapelle umgebaut, die bis heute als Gebetsstätte für Gläubige dient.
- Das Zagreber Stadtmuseum – Muzej Grada Zagreba: Aus dem ehemaligen Nonnenkloster der heiligen Klara, einem ehemaligen Kornspeicher, und einem Turm aus dem 12. Jahrhundert, entstand das Stadtmuseum am nördlichen Rand des Stadtteiles Gradec. In diesem Museum werden u. a. Karten, Stadtansichten, Wappen, Uniformen und Gemälde ausgestellt.

### Donji Grad (Unterstadt)

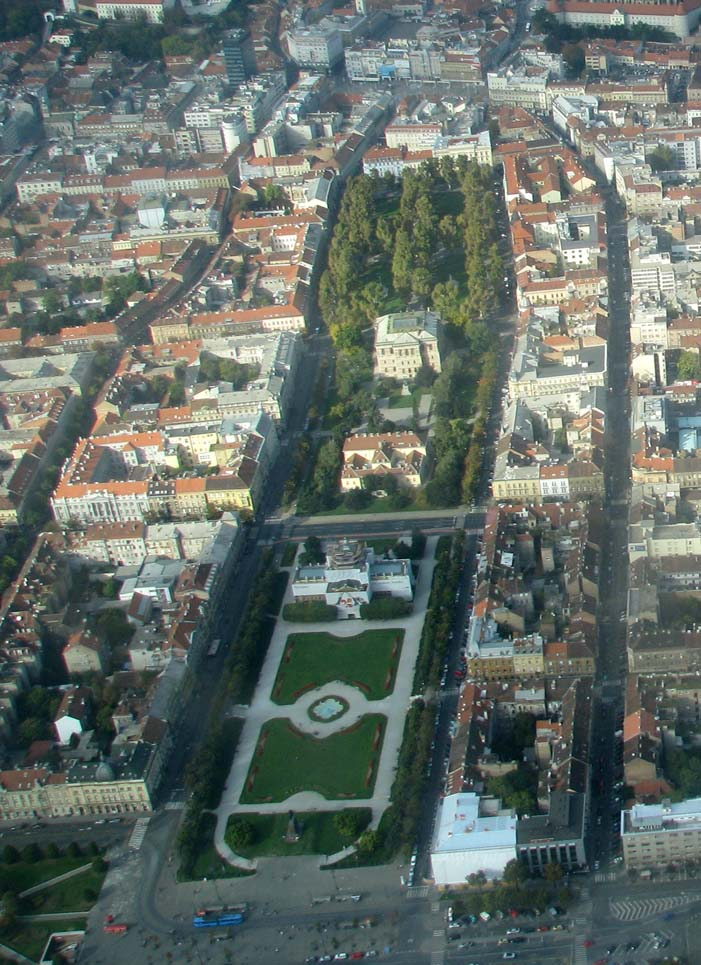
Der östliche Arm des sogenannten Grünen Hufeisens mit dem Kunstpavillon und dem Gebäude der Akademie

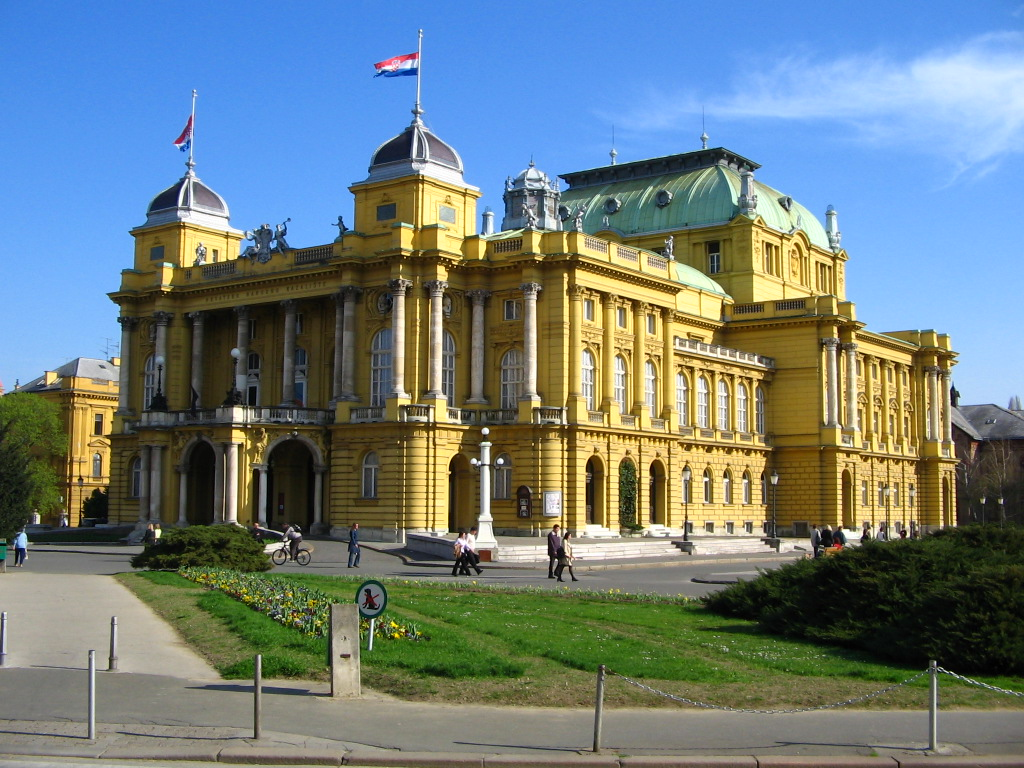
Kroatisches Nationaltheater in Zagreb

Die Unterstadt entstand vor allem seit der Mitte des 19. Jahrhunderts, als sich die Besiedlung Zagrebs in die Ebene nach Süden ausdehnte. Das sehenswerte Areal zeichnet sich durch eine große Anzahl von qualitätvollen und gut erhaltenen Bauten des Historismus (etwa 1860 bis 1900) und des Jugendstils aus und besitzt auch einige bemerkenswerte Projekte der architektonischen Moderne.
- Das Grüne Hufeisen (Zelena potkova): Es wurde von dem Architekten Milan Lenucci unter Verwendung älterer Strukturen ab etwa 1870 geschaffen und verbindet Plätze und Grünlagen des städtischen Zentrums zu einer eindrucksvollen Gesamtfigur. Hier befinden sich wie in der Wiener Ringstraße repräsentative öffentliche Gebäude vor allem im Stil des Historismus.
- Das Kroatische Nationaltheater in Zagreb (Hrvatsko narodno kazalište): Es ist der westliche Kopf des Grünen Zagreber Hufeisens. Das Bauwerk wurde von den Wiener Architekten Ferdinand Fellner und Hermann Helmer entworfen und 1895 vollendet.
- Das Archäologische Museum (Arheološki muzej): Es zeigt hauptsächlich Gegenstände aus Kroatien. Es liegt am Ende des Grünen Hufeisens. Besonders wertvoll sind die ägyptischen und numismatischen Stücke. Im Museum befindet sich eine ägyptische Mumie und der weltweit längste erhaltene Text in etruskischer Sprache. Des Weiteren ist noch eine Sammlung griechischer Vasen erwähnenswert.
- Der 1898 eröffnete Kunstpavillon (Umjetnički paviljon) ist eine internationale Kunst- und Ausstellungshalle für zeitgenössische Kunst.
- Das Volkskundemuseum: Es wird das kroatische Kunsthandwerk ausgestellt. Es liegt am linken Schenkel des Grünen Hufeisens.
- Das Mimara-Museum (Muzej Mimara): Das Mimara-Museum zeigt die Geschenke des Unternehmers und Restaurators Ante Topić Mimara und seiner Gattin. Hervorstechend sind die archäologische Abteilung, eine Skulpturensammlung und etliche Gemälde.
- Der Botanische Garten (Botanički vrt): Er liegt in der Verbindung zwischen den beiden Schenkeln des Grünen Zagreber Hufeisens und ist von November bis April geschlossen. Der Park ist etwa 50.000 m² groß. Rund 10.000 Pflanzenarten gedeihen hier, darunter etwa 1.800 exotische Gewächse aus der ganzen Welt, hauptsächlich jedoch aus Asien. Auf schön angelegten Pfaden kann man zwischen Nadelhölzern, künstlichen Gewässern, Pavillons und Gewächshäusern der Universität flanieren und die vielgestaltete Schönheit der Bäume, Sträucher, Blumen sowie der in speziellen Teichen gezogenen Wasserpflanzen genießen. Im Jahr 2000 ist der Park generalsaniert worden, da einige der Gehölze mit Ungeziefer befallen waren.
- Außerhalb des Stadtzentrums befindet sich der Mirogoj-Friedhof: Ab Kaptol fährt eine Buslinie zu dem etwa 4 Kilometer entfernten Friedhof am Fuße des Medvednica-Gebirges. Außer den Gräbern bedeutender Kroaten sind die beiden Arkaden baulich hervorstechende Erscheinungen.

### Parks
- Das Denkmal von König Tomislav: Im Jahr 925 wurde Tomislav in Tomislavgrad (Regierungszeit 910–928) zum ersten König von Kroatien gekrönt. Zu seinen Ehren steht ein Reiterstandbild am Tomislav Trg in einem kleinen Park, in der unmittelbaren Nähe des Zagreber Hauptbahnhofes.
- Zrinski-Platz (Trg Nikole Šubića Zrinskog, umgangssprachlich Zrinjevac): Das Ende des Zagreber „Grünen Hufeisens“ ist der Park mit einem Pavillon in der Parkmitte und liegt an der Praška-Straße. Der Pavillon wird im Sommer für künstlerische Veranstaltungen genutzt. Am Nordende des Parks befindet sich eine Wetterstation. Am Südeingang findet man mehrere Büsten historisch bedeutender Persönlichkeiten.
- Maksimir Park (Park Maksimir): Diese im Jahre 1794 geschaffene Parkanlage ist die größte Südeuropas und beherbergt auch den Zoologischen Garten von Zagreb, Eichenwälder, idyllische Seen und Wiesen. Der Park liegt im Osten der Stadt.
- Dotrščina-Gedenkpark, Gedenkstätte

### Andere Sehenswürdigkeiten

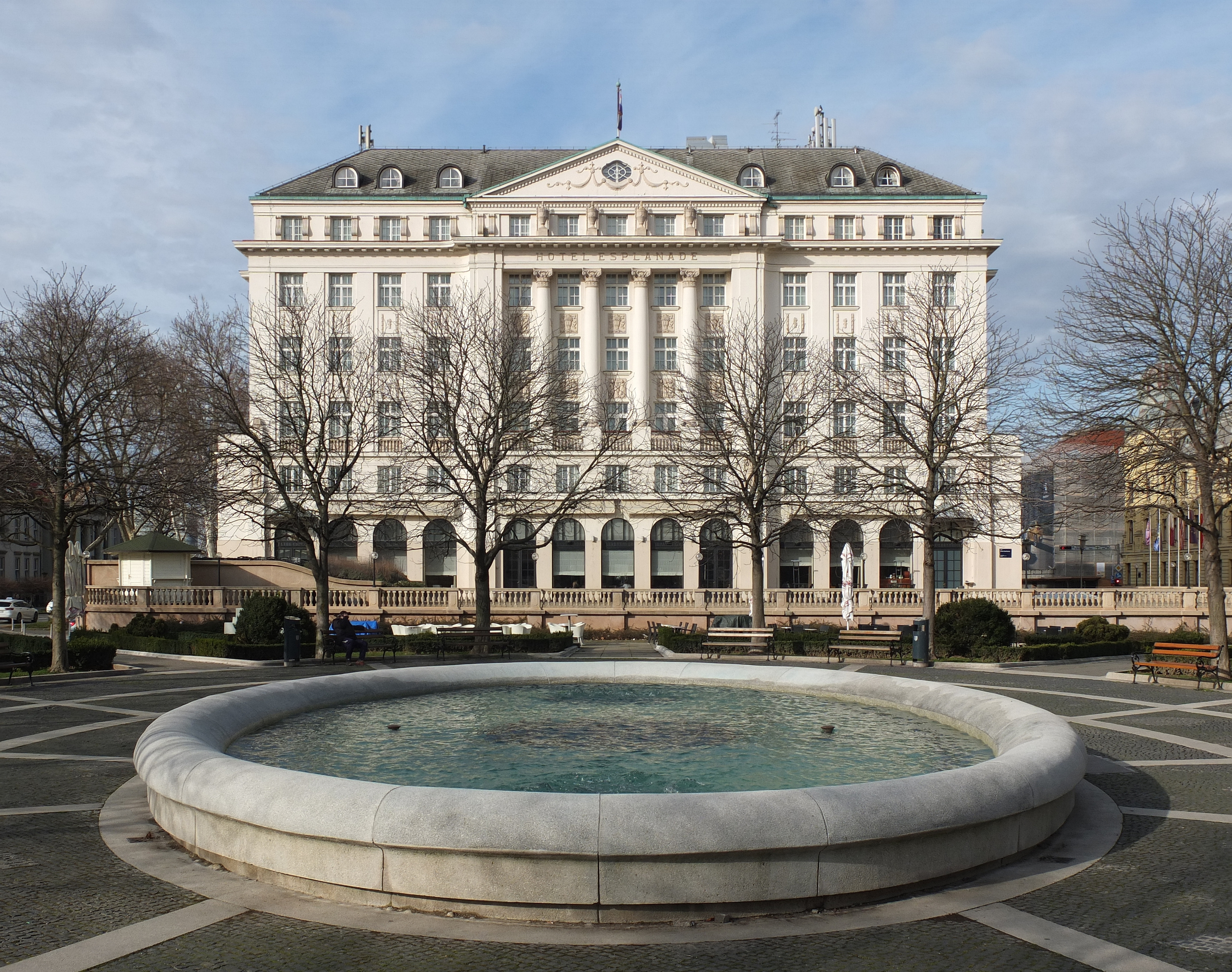
Hotel Esplanade

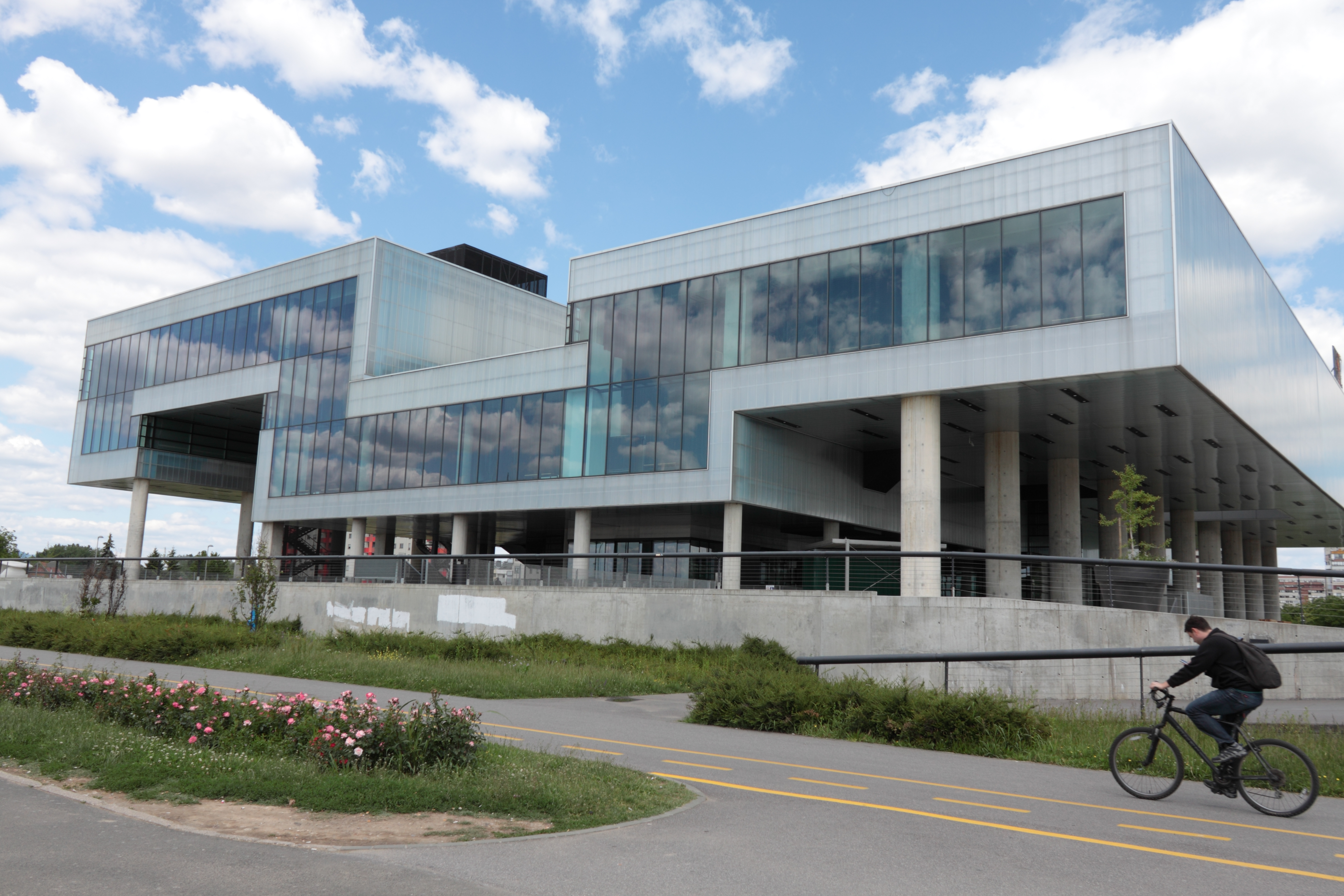
Museum für zeitgenössische Kunst

- Museum für zeitgenössische Kunst (Muzej suvremene umjetnosti)
- Das Importanne Centar ist ein großes Einkaufszentrum im Herzen der Stadt. Es erstreckt sich über eine Fläche von 10.000 m².
- Mit 92 m ist der Cibona-Tower eines der höchsten Gebäude der Stadt.
- Das Regent Esplanade ist eines der legendären Bauwerke in Zagreb und hat bei den Bewohnern der Stadt beinahe denselben Stellenwert wie der Dom oder das Nationaltheater. 1925 wurde Zagreb durch das Hotel zu einer wichtigen Station des Orient-Express. Berühmte Persönlichkeiten wie Charles Lindbergh, Josephine Baker oder Elizabeth Taylor waren hier schon zu Gast. Nach einer längeren Renovierung wurde es 2004 wieder eröffnet.
- Fernsehturm Zagreb
- Der Eurotower ist mit 97,8 m das höchste Hochhaus der Stadt.
- In unmittelbarer Nähe der Stadt liegt das Bergland von Zagreb, die Medvednica. Die Medvednica ist ein bewaldetes Gebirge; die höchste Erhebung ist die Sljeme (1032 m). Zwischen Stadtrand und Gipfel verkehrt eine Seilbahn. Zu den Sehenswürdigkeiten gehört die Veternica Höhle, in der prähistorische Lebensspuren gefunden wurden, und die mittelalterliche Burg Medvedgrad.

## Regelmäßige kulturelle Veranstaltungen
- Dokumentarfilmfestival Zagrebdox
- Internationaler Wettbewerb für junge Dirigenten Lovro von Matačić
- Internationales Theaterfestival des neuen Theaters Eurokaz
- Zagreb Film Festival[21]
- Jüdisches Filmfestival Zagreb
- Folklore Festival[22]
- Zagreb Pride
- Kammermusik Festival Zagrebački međunarodni festival[23]

## Organisationen
In Zagreb hat das Filmstudio Zagreb Film seinen Sitz. Es produzierte seit 1953 mehr als 600 Animationsfilme, gewann über 400 internationale Preise (darunter einen Oscar) und begründete durch seinen einzigartigen Stil die Zagreber Schule.

## Stadtbezirke
Die Stadtbezirke (kroatisch Gradski četvrti) in alphabetischer Reihenfolge, mit Angabe der Fläche, der Bevölkerungszahl aus dem Jahr 2011 und der ehemaligen Kommunen, sind:
| Nr. | Bezirk                | Fläche      | Einw. (2011) | Ehemalige Kommunen |
| --- | --------------------- | ----------- | ------------ | --- |
| 01. | Donji Grad            | 003,016 km² | 37.024 Einw. | „Andrija Medulić“, „August Šenoa“, Cvjetni trg, „Hrvatski narodni vladari“, „Knez Mislav“, „Kralj Petar Svačić“, „Kralj Zvonimir“, „Matko Laginja“, Mimara, „Nadbiskup Antun Bauer“, „Pavao Šubić“, „Petar Krešimir IV“, „Petar Zrinski“, Zrinjevac |
| 02. | Gornji Grad-Medveščak | 010,125 km² | 30.962 Einw. | „August Cesarec“, Gornji grad, Gupčeva zvijezda, „Ivan Kukuljević Sakcinski“, Kraljevac, Medveščak, Nova Ves, Petrova, Ribnjak, „Stjepan Radić“, Šalata, Tuškanac, Voćarska |
| 03. | Trnje                 | 007,365 km² | 42.282 Einw. | Cvjetnica, Cvjetno naselje, Kanal, Marin Držić, Martinovka, Miramare, Poljane, Savski Kuti, Sigečica, Staro Trnje, Trnjanska Savica, Trnje, Veslačko naselje |
| 04. | Maksimir              | 014,349 km² | 48.902 Einw. | Bukovac, „Dinko Šimunović“, Dobri dol, Dotrščina, „Eugen Kvaternik“, Kozjak, Maksimir, Maksimirska naselja, Mašićeva, Remete, Ružmarinka |
| 05. | Peščenica – Žitnjak   | 035,295 km² | 56.487 Einw. | Borongaj Lugovi, „Bruno Bušić“, Donje Svetice, Ferenščica, Folnegovićevo naselje, „Hrvatski književnik Mile Budak“, Ivanja Reka, Kozari Bok, Kozari Putevi, Peščenica, Petruševec, Resnik, Savica-Šanci, Volovčica, Vukomerec, Žitnjak |
| 06. | Novi Zagreb-istok     | 016,544 km² | 59.055 Einw. | Buzin, Dugave, Hrelić, Jakuševec, Sloboština, Sopot, Središće, Travno, Utrine, Veliko Polje, Zapruđe |
| 07. | Novi Zagreb-zapad     | 062,594 km² | 58.103 Einw. | Blato, Botinec, Čehi, Hrašće, Hrvatski Leskovac, Ježdovec, Kajzerica, Lučko, Mala Mlaka, Odra, Remetinec, Savski Gaj, Siget, Sveta Klara, Trnsko |
| 08. | Trešnjevka-sjever     | 005,828 km² | 55.425 Einw. | „Antun Mihanović“, Ciglenica, „Dr. Ante Starčević“, Ljubljanica, „Nikola Tesla“, Pongračevo, Rudeš, Samoborček, „Silvije Strahimir Kranjčević“, Stara Trešnjevka |
| 09. | Trešnjevka-jug        | 009,836 km² | 66.674 Einw. | Horvati-Srednjaci, Gajevo, Jarun, Knežija, Prečko, Vrbani |
| 10. | Črnomerec             | 024,327 km² | 38.546 Einw. | „Ban Keglević“, „Bartol Kašić“, Gornja Kustošija, Kustošija-centar, Jelenovac, Medvedgrad, Sveti Duh, Šestinski dol-Vrhovec |
| 11. | Gornja Dubrava        | 040,277 km² | 61.841 Einw. | Branovec-Jalševec, Čučerje, Dankovec, Dubec, Dubrava-središte, Gornja Dubrava, Granešina, Granešinski Novaki, Klaka, Miroševec, Novoselec, Oporovec, Poljanice, Stari Retkovec, Studentski grad, Trnovčica, Zeleni brijeg |
| 12. | Donja Dubrava         | 010,823 km² | 36.363 Einw. | Čulinec, Donja Dubrava, „Ivan Mažuranić“, Novi Retkovec, Resnički Gaj, Poljanice, Stari Retkovec, „30. svibnja 1990.“, Trnava |
| 13. | Stenjevec             | 012,180 km² | 51.390 Einw. | Gajnice, Malešnica, „Matija Gubec“, Stenjevec, Špansko, Vrapče-jug |
| 14. | Podsused-Vrapče       | 036,049 km² | 45.759 Einw. | Gornji Stenjevec, Gornje Vrapče, Perjavica-Borčec, Podsused, Vrapče-centar, Gajnice, Stenjevec |
| 15. | Podsljeme             | 060,116 km² | 19.165 Einw. | Gračani, Markuševec, Mlinovi, Šestine, Vidovec |
| 16. | Sesvete               | 165,238 km² | 70.009 Einw. | Adamovec, Belovar, Blaguša, Cerje-Sesvete, Dobrodol, Dumovec, Đurđekovec, Gajec, Gajišće, Glavnica Donja, Glavnica Gornja, Goranec, Jelkovec, Jesenovec, Kašina, Kašinska Sopnica, Kobiljak, Kraljevečki Novaki, Kučilovina, Luka-Sesvete, Lužan, Moravče, Novo Brestje, Paruževina, Planina Gornja, Planina Donja, Popovec, Prekvršje, Prepuštovec, Sesvete-centar, Sesvetska Sela, Sesvetska Selnica, Sesvetska Sopnica, Sesvetski Kraljevec, Soblinec, Staro Brestje, Stari Retkovec, Šašinovec-Šija Vrh, Šimunčevec, Vugrovec Donji, Vugrovec Gornji, Vurnovec, Žerjavinec |
| 17. | Brezovica             | 127,390 km² | 12.030 Einw. | Brezovica, Demerje, Dragonožec, Havidići, Horvati, Kupinečki Kraljevec (Centar, I, II), Lipnica, Obrež Odranski, Strmec Odranski, Trpuci |

## Sport

### Basketball
Der Basketball-Rekordmeister KK Cibona kommt aus Zagreb. Neben Cibona Zagreb spielt auch KK Cedevita in der überregionalen ABA-Liga. KK Zagreb hingegen spielt in der 1. kroatischen Basketballliga. Es gibt auch einen Zagreber Damen-Basketball-Verein und einen Zagreber Veteranen-Basketball-Verein.

### Eishockey
Der KHL Medveščak Zagreb ist der erfolgreichste Eishockeyverein Kroatiens. Von der Saison 2009/10 bis 2012/2013 nahm der Verein aufgrund der deutlichen Überlegenheit auf nationaler Ebene an der Österreichischen Eishockey-Liga teil. Seit der Saison 2013/2014 spielt der Verein in der russischen Kontinental Hockey League. Zudem gibt es in Zagreb mit dem KHL Grič den einzigen reinen Fraueneishockey-Verein in Kroatien.

### Fußball
Der mit Abstand bekannteste Fußballverein Zagrebs ist Dinamo Zagreb, welcher seine Heimspiele im Maksimir-Stadion austrägt. Der Verein ist Kroatiens Rekordmeister, Rekordpokalsieger, hat einige Meistertitel und Pokale im ehemaligen Jugoslawien errungen und gewann 1967 einen europäischen Pokal, den Messepokal. Daneben gibt es in Zagreb noch die Vereine NK Zagreb, NK Lokomotiva, NK Lučko und NK Hrvatski dragovoljac, wie auch zahlreiche kleine lokale Clubs wie z. B. NK Hašk. Die 1. Liga heißt 1. HNL.

### Handball
Der Verein RK Zagreb ist kroatischer Rekordmeister im Handball. Daneben spielen noch RK Agram Medvešćak und RK Dubrava in der 1. kroatischen Handballliga.

Der RK Zagreb gewann in den Jahren 1992 und 1993 die EHF Champions League der Männer und erreichte 1995, 1997, 1998 und 1999 das Finale. Zudem wurde er 18 mal kroatischer Handballmeister und 15-mal Pokalsieger. Er ist in Kroatien ohne gleichwertige Konkurrenz. So wurde er auch von 1991 bis heute in jedem Jahr, außer 2001 und 2002, wo nur der Meistertitel errungen wurde, Meister und Pokalsieger.

### Ski Alpin
Im Januar 2005 fand auf dem Zagreber Hausberg Medvednica unter der Bezeichnung Snow Queen Trophy das erste alpine Slalom-Rennen der Damen statt. Das erste Slalom-Rennen der Herren im alpinen Skiweltcup fand im Februar 2008 statt.

### Tennis
In Zagreb finden das Tennisturnier Zagreb Open und die internationale Ruderregatta Grand Prix Jarun statt.
Im August 2005 fand auf der Regattastrecke des Jarun-Sees die Weltmeisterschaft im Kanurennsport statt.

### Volleyball
Der Verein HAOK Mladost Zagreb wurde 1949 gegründet. Sowohl die Herren- als auch die Damenmannschaft stellten vielfach den Landesmeister in Jugoslawien und in Kroatien. Die Mannschaften waren auch unter den drei Erstplatzierten der Indesit European Champions League.

### Wasserball
HAVK Mladost Zagreb ist der erfolgreichste Wasserballklub aus der Hauptstadt Kroatiens. Mehrfacher kroatischer Meister und auch Europacupsieger der Landesmeister.

## Verschiedenes

### Partnerstädte
Zagreb unterhält Städtepartnerschaften mit folgenden Städten:
- Mainz (Deutschland), seit 1967
- Sankt Petersburg (Russland), seit 1968
- Tirana (Albanien)
- Tromsø (Norwegen), seit 1971
- Kyōto (Japan), seit 1972
- Krakau (Polen), seit 1975
- Lissabon (Portugal), seit 1977
- Pittsburgh (USA), seit 1980

- Shangai (Volksrepublik China), seit 1980
- Bologna (Italien), seit 1984
- Budapest (Ungarn), seit 1994
- Wien (Österreich), seit 1994
- Sarajevo (Bosnien und Herzegowina), seit 2001
- Ljubljana (Slowenien), seit 2001
- Podgorica (Montenegro), seit 2006
- London (Vereinigtes Königreich), seit 2009

### Weiteres
- In Österreich wird manchmal noch die Bezeichnung Agram anstatt „Zagreb“ verwendet.
- Die im Herzen des amerikanischen Bundesstaates Minnesota gelegene Gemeinde Agram (Morrison County) hat ihren Namen von Zagreb.
- Zagreb 1 ist der Name einer Bohrinsel der Crosco-Bohrgesellschaft.
- Zagreb war der Name eines Zerstörers der Beograd-Klasse, das 1941 versenkt wurde.
- Der Hauptgürtel Asteroid (187700) Zagreb, der von kroatischen Astronomen entdeckt wurde, trägt den Namen der kroatischen Hauptstadt.[24]
- In der Zeit vom 28. Dezember 2006 bis 1. Januar 2007 fand in Zagreb das 29. Europäische Jugendtreffen der Communauté de Taizé statt.
- 1986 drehte Jackie Chan seinen Film Der rechte Arm der Götter (englisch: Armour of God) in der Altstadt von Zagreb.
- Im September 2017 wurde der „Marschall-Tito“-Platz in „Platz der Republik Kroatien“ umbenannt.[25]
- In einer Studie des Beratungsunternehmens Mercer zur Lebensqualität in 231 Städten der Welt belegte Zagreb den 98. Platz. (Stand: 2018)[26]

## Film
- Im Bauch von Zagreb. Der Dolac-Markt. Dokumentarfilm, Italien, Deutschland, 2015, 43:07 Min., Buch und Regie: Stefano Tealdi und Dana Budisavljević, Produktion: Stefilm, Ma.ja.de, ZDF, Arte, RAI, RSI, HRT, Reihe: Im Bauch von …, Erstsendung: 15. Juli 2015 auf Arte, Inhaltsangabe bei der ARD.